# Reichsabtei Burtscheid
Die Reichsabtei Burtscheid (lat. Monasterium Purcetum; Patrozinium: St. Apollinaris, Nikolaus, Johannes Baptist und Salvator) war eine reichsunmittelbare Abtei und damit auch ein eigenständiges Territorium des Heiligen Römischen Reiches in Burtscheid (heute zu Aachen). Sie wurde im Jahr 997 als Benediktiner-Abtei gegründet; ab 1220 wurde sie von Zisterzienserinnen geführt. Im Jahr 1802 wurde sie im Zuge der Säkularisation aufgelöst.

## Geschichte

### Gründung als Benediktinerkloster, Ausstattung und Entwicklung
Die Abtei wurde nach 996 und vor 1000 (wohl im Jahr 997) auf Veranlassung von Kaiser Otto III. durch den Basilianer-Abt Gregor aus Cerchiara di Calabria als benediktinisches Reichskloster gegründet. Darüber hinaus beschenkte Otto III. die Abtei am 6. Februar 1000 mit dem Königshof Cagenberg in Bad Camberg. Die Urkunde des Kaisers spricht von einem „Kloster der heiligen Märtyrer Apolinaris und Nikolaus sowie des Bekenners Gregor ...“ Kaiser Heinrich II. übertrug 1018 in einer Urkunde der Abtei Novalland und einen Zehntbezirk, der genau den Grenzen der späteren Stadt Burtscheid entsprach. Der Kaiser stattete das Kloster also mit Aachener Reichsgut aus, womit die Entwicklung des Abteigebietes zum eigenen Reichsterritorium und zur Reichsabtei eingeleitet wurde. Diese Pergamenturkunde mit Monogramm und Siegel sowie lateinischem Text ist das älteste erhalten gebliebene Objekt im Stadtarchiv Aachen. Insgesamt erlangte Kloster Burtscheid durch die Förderung der Kaiser, besonders von Heinrich II., großen Besitz, 
Die West- und Nordgrenze des neuen Zehntbezirks verlief entlang der äußeren Stadtmauer Aachens, die Ostgrenze entlang des Beverbachs angrenzend an das Amt Schönforst und die Südspitze stieß an das Herzogtum Limburg. Die „villa Porceto“ wurde damit aus dem Gebiet der früheren „villa Aquisgrana“, dem nachfolgenden karolingischen Pfalzbezirk ausgegliedert. Zugleich bestätigte Heinrich II. dem Abt Benedikt im Tausch gegen den Königshof Cagenberg den Erwerb der Pfarrgemeinde St. Martinus mit der Evermarus-Kapelle in Rutten bei Tongern, die zuvor der Abtei Seligenstadt unterstand, sowie Güter im benachbarten Lauw und Herstappe. Eine Urkunde Kaiser Heinrichs III. vom 6. Juni 1040 gliederte auch die „Königsleute“ aus dem Zehntbezirk der Pfalzkirche St. Maria, der Haupt- und Mutterkirche Aachens, aus und machte sie zu Klosterleuten, die nunmehr dem Kloster Burtscheid gegenüber abgabe- und dienstpflichtig wurden. Seit dem Jahr 1138 bis zur Auflösung durch die französische Herrschaft im Jahr 1802 war das Kloster – durch Konrad III. – als reichsunmittelbar verbrieft. Trotz der 1138 erlangten Reichsunmittelbarkeit befand sich die benediktinische Klostergemeinschaft zu jenem Zeitpunkt bereits im Niedergang.

### Umwandlung zur Zisterzienserinnenabtei, Entwicklung zum adligen Stift, Gebietserwerb und Vogtei
Im Jahr 1220 wurde daher die Benediktinerabtei aufgelöst und auf Veranlassung des Kölner Erzbischofs Engelbert I. von den Zisterzienserinnen, die zuvor im Salvatorkloster auf dem Salvatorberg in Aachen gelebt hatten, in ein von ihnen betriebenes Stift umgewandelt. Unter der Leitung der Zisterzienserinnen wandelte sich das Kloster mit der Zeit zum adligen Damenstift, in welchem in erster Linie die Töchter des rheinischen und limburgischen Adels untergebracht wurden. Zu diesem Zeitpunkt zählten Besitztümer in Aachen, Vijlen und Epen, beide bei Vaals, Rutten, Steinstraß, Schleiden bei Aldenhoven, Körrenzig, Aldenhoven, Sinzig und Boppard zum Bestand der Abtei, die teilweise auch durch familiäre Erbschaften aus den Familien der Äbtissinnen hinzugekommen waren. Darüber hinaus erfolgte im Jahr 1252 die Inkorporation der zwischen 1215 und 1230 erbauten Pfarrkirche St. Michael durch den Kölner Erzbischof Konrad von Hochstaden in die Abtei Burtscheid als Ausgleich für erlittene Kriegsschäden. Später erwarb die Abtei dann noch Ländereien und Gutshöfe unter anderem in Orsbach und Vetschau hinzu. 
Die ordensinterne zisterziensische Klosteraufsicht oblag zunächst der Abtei Heisterbach, ab dem 14. Jahrhundert der Abtei Himmerod und ab dem 16. Jahrhundert den Äbten der Benediktinerabtei Clerf. In ihrem Auftrag wurden die Visitationen in Burtscheid von den Äbten aus dem nahen Kloster Val-Dieu (Gottestal/Belgien) durchgeführt.
Die der Reichsabtei Burtscheid vorstehenden Äbte und später die Äbtissinnen aus dem Zisterzienserorden waren Grundherren und Grundfrauen des Gebietes, dessen Grenzen im Wesentlichen bereits in der Urkunde Kaiser Heinrichs II. von 1018 beschrieben wurden, sowie der erworbenen bzw. übertragenen Pfarrgemeinden und Ländereien. Das Reichsstift war ein kaiserliches, freies, den Römischen Kaisern und dem Deutschen Reiche unmittelbar unterworfenes Stift, dessen jeweilige Äbtissin durch ihren Bevollmächtigten den Reichstagen beiwohnte. Klostervögte waren seit Anfang des 14. Jahrhunderts und beginnend mit Edmund von Frankenberg die Herren von Merode, genannt Merode zu Frankenberg und ab 1581 Merode-Houffalize, während die Rechte des Obervogts dem Herzog von Limburg und ab 1288 dem Herzog von Brabant oblagen. 1649 konnten die Vogteirechte durch die Abtei selbst erworben werden, nachdem der letzte Erbvogt Johann Dietrich 1645 verstorben und sein designierter Sohn Franz Ignaz noch nicht mündig war. Daraufhin bezeichneten sich die Äbtissinnen fortan selbst als Erbvögte.
Zuvor wurde bereits 1351 durch die Äbtissin Mechtildis von Bongard ein Vertrag mit der Freien Reichsstadt Aachen unterschrieben, in dem diese die Gerichtsrechte über die Herrlichkeit Burtscheid erhielt und im Gegenzug zur Zusage der fortwährenden Aufrechterhaltung der abteilichen Freiheiten bereit war. Seitdem wird das Amt des Meiers von Aachen besetzt. Der Meier bildete zusammen mit dem Vogt, sieben Schöffen und dem Gerichtsschreiber, der zugleich auch ein Schöffe sein konnte, das Burtscheider Schöffengericht. Bei dieser Konstellation kam es immer wieder zu Reibereien zwischen der Abteileitung, den Vögten, dem Meier aus Aachen und dem Schöffengericht, wobei die Äbtissinnen meist nur mit Hilfe päpstlicher oder königlicher Atteste ihre traditionellen und verbrieften Rechte behaupten konnten. Wohlstand erlangte die Abtei im Spätmittelalter besonders durch Thermalbäder und Tuchmacherei.

### Von der frühen Neuzeit bis zur Säkularisation
Zu Beginn des 16. Jahrhunderts wurde im Rahmen einer Visitation ein hoher Schuldenstand der Abtei beanstandet, der bis zum Beginn des 17. Jahrhunderts durch eine rigide Sparpolitik wieder ausgeglichen werden konnte. Die 1598 und 1614 aus Aachen ausgewiesenen Protestanten fanden in jenen Jahren beim Kloster Burtscheid Duldung und Asyl. Nach Sanierung der Finanzen begann unter der Äbtissin Anna Raitz von Frentz eine rege Bautätigkeit, die zunächst den Wiederaufbau der Nikolauskapelle (1628) und den Neubau des Garten- und Weinhauses (1628) umfasste und dem unter ihren Nachfolgerinnen der Bau des Abteitores (1644), der Ausbau des Kreuzganges (1660) und des östlichen Flügels (1667) sowie schließlich der Neubau der Abteikirche (1636–1654) folgte.
Anfang des 18. Jahrhunderts wurde bei einer neuerlichen Visitation vermerkt, dass schwere Mängel festgestellt worden waren. So waren beispielsweise Zucht und Ordnung mangelhaft, Unbotmäßigkeiten an der Tagesordnung, der Zustand der Kirche verwahrlost, materielle Güter schlecht verwaltet, Verschwendung war an der Tagesordnung und der Zustand in den der Abtei unterstellten Bädern unwürdig. Trotz einer Reihe von Erlassen der Klosteraufsicht änderte sich in den nächsten Jahrzehnten nichts Gravierendes an diesem Zustand, denn bei einer erneuten Visitation im Jahr 1781 wurde vermerkt, dass die vor 1713 festgestellten Mängel sich in der Zwischenzeit nicht erledigt, sondern im Gegenteil manifestiert haben. Daraufhin kam es erstmals in der Geschichte der Abtei zur Absetzung einer Äbtissin. Wenige Jahre später drohte durch den Einmarsch der Franzosen Gefahr von außen und die Aberkennung der Abteirechte (1797). Das Zisterzienserinnenstift Burtscheid behauptete bis zum Ende des Alten Reiches seine Reichsstandschaft. Es lag im Niederrheinisch-Westfälischen Reichskreis, gehörte diesem aber formell nicht als Mitglied an.
Im Verlauf der Säkularisation wurde die Abtei im August 1802 aufgelöst und alle Abteigüter verstaatlicht. Die verbliebenen Stiftsdamen erhielten eine Rente und kehrten zum Teil zu ihren Familien zurück. Nur zwei der Stiftsdamen blieben in Burtscheid und wohnten bis zu ihrem Tod im Jahre 1829 bzw. 1830 im Abteitor. Sie stellten aus Pflanzen Salben für Verwundete und Kranke her und unterstützten die Armen Burtscheids.

## Abteigebäude

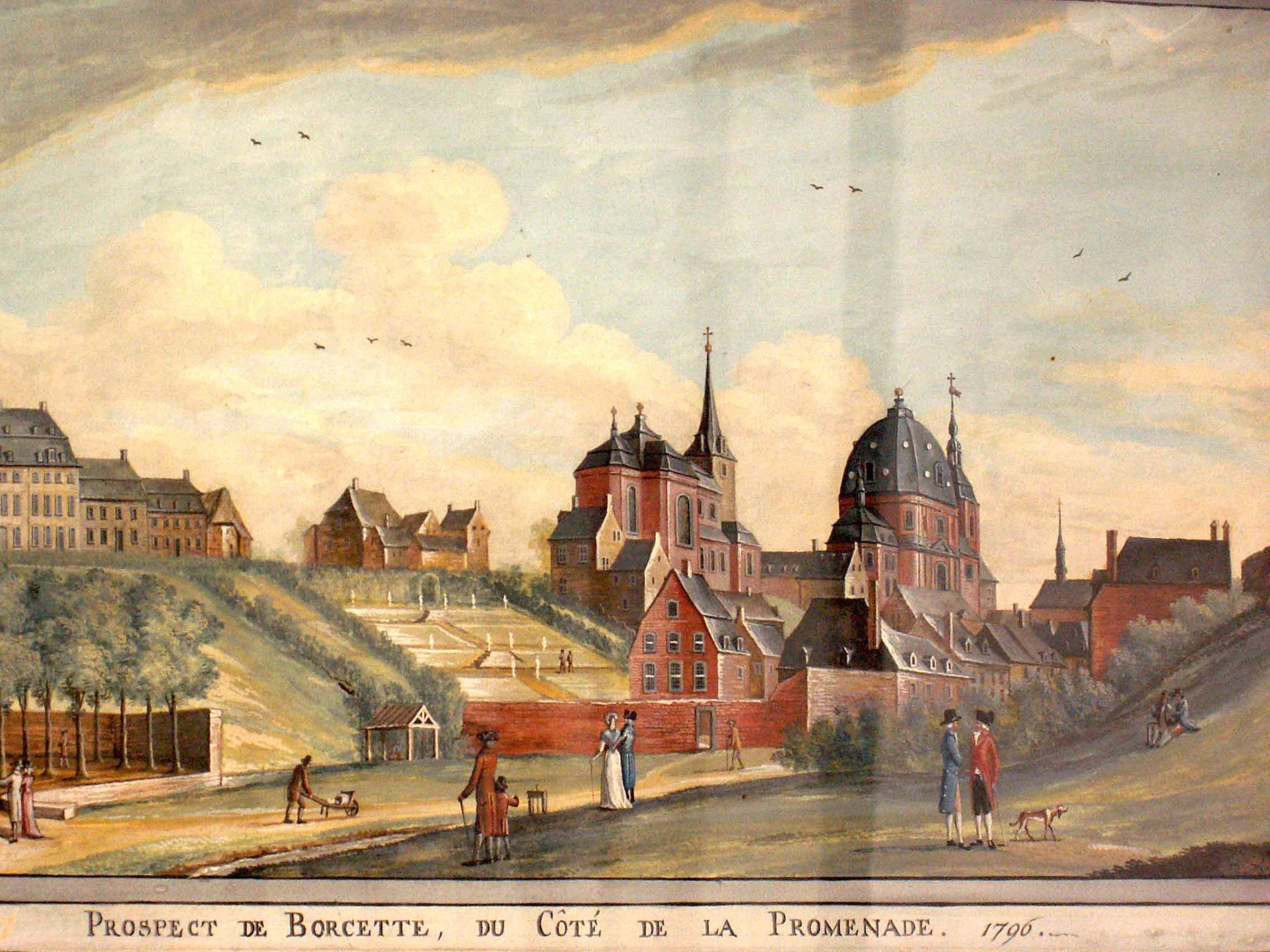
Die Promenade in Burtscheid, Gouache von Johann Ferdinand Jansen, 1796

Nach der Gründung der Abtei im Jahr 997 baute Abt Gregor neben der Nikolaus-Kapelle an der Stelle des heutigen Pfarrhauses das erste Klostergebäude. In der Mitte des 14. Jahrhunderts wurden die alten Gebäude erneuert.
Zwischen den Jahren 1610 und 1620 wurden der südliche und der westliche und um das Jahr 1667 der östliche Flügel im Stil der Maas-Renaissance neugebaut. Im Kreuzgang nennt ein Keilstein über dem elterlichen Wappen der Äbtissin Henrika Raitz von Frentz das Baujahr 1654. Zur Linken der Klosterpforte lag unter einem abgewalmten Dach das weit vortretende Refektorium. Nach Süden schloss sich der im Jahr 1617 errichtete Westflügel an, das Quartier der Äbtissin. Im Winkel zum anstoßenden Südflügel führte eine rundbogige Pforte in das Sockelgeschoss des Westtraktes, in dem sich ein etwa 7,20 × 8 Meter großer Kellerraum befand, der um 1912 als Waschküche diente und zu Beginn des Zweiten Weltkrieges als Behelfsschutzraum bei Luftangriffen hergerichtet wurde. Das Sockelgeschoss des Südflügels barg ferner die Klosterbackstube. Nach 1794 war in dem Abteigebäude für einige Zeit ein französisches Militärspital untergebracht.
Bei der Aufhebung der Abtei infolge der Säkularisation wurde das Abteigebäude verkauft. Die Räume wurden zunächst an eine große Zahl von Arbeiterfamilien vermietet. Der westliche und südliche Teil des Abteigebäudes wurde später von der Gemeinde Burtscheid angekauft und der östliche Teil von der katholischen Stiftung Marienhospital Aachen, einer Bürgerinitiative von Laien und Priestern, in deren Auftrag die Armen-Schwestern vom heiligen Franziskus unter ihrer Leiterin Franziska Schervier ab 1853 die ambulante Armen- und Krankenpflege anlässlich der sich ausbreitenden Cholera-Epidemie in Burtscheid, im Volksmund auch Burtscheider Krankheit genannt, im neu eingerichteten Krankenhaus übernahmen. Schließlich erwarb die Pfarre St. Johann den nördlichen Teil des ehemaligen Abteitraktes mit der Taufkapelle und einer darüberliegenden Halle. Im Oktober 1860 wurde die Frontmauer des Refektoriums niedergelegt und durch eine 4 Meter zurückgenommene nüchtern gegliederte Backsteinwand ersetzt. Ab dem 1. April 1874 wurde der südliche Flügel von der Gemeinde als Schule umgebaut.
Im Hospitaltrakt richteten die Ordensschwestern 1938 eine Krankenpflegeschule und ein Jahr später und mit Beginn des Zweiten Weltkrieges ein Lazarett für Kriegsversehrte ein. Bei dem schweren Bombenangriff auf Burtscheid am 11. April 1944 wurden die Gebäude schwer beschädigt und zum Teil zerstört. Im Kellerraum des Westtraktes fanden zahlreiche Schutzsuchende und Polizisten den Tod. Das Hospital konnte 1946 unter der Leitung des Ordens wieder eröffnet werden. Am 29. November 1950 musste der südwestliche Eckturm abgerissen werden, da er einzustürzen drohte und eine Gefahr für Passanten darstellte. Lediglich der untere Teil, der erst 1953 niedergelegt wurde, blieb bestehen. Am unteren Rand des früheren Haubendaches befanden sich kleine Masken, die die Enden von Konsolen aus Eichenholz bildeten. Eine einzige dieser Konsolen ist erhalten geblieben und befindet sich heute in der Geschäftsstelle der Gesellschaft Burtscheid für Geschichte und Gegenwart.
Am 3. Juni 1952 führten Verhandlungen der Krankenhausleitung mit der Stadtverwaltung Aachen zur kostenlosen Überlassung des Grundstückes Johanneshügel und des früheren Schulgebäudes Abteiplatz an das Marienhospital zwecks Errichtung einer Kapelle und zur Erstellung von Personal- und Schwesternräumen. Der Ostflügel des Abteigebäudes und Teile des Kreuzganges sind erhalten geblieben und zum Teil in die Neubauten eingegangen. Bis März 1988 wurden im nördlichen Teil des früheren Kreuzganges die Schäden des Zweiten Weltkriegs behoben. Seit März 2003 befindet sich hier die Schatzkammer, in der der Abteischatz ausgestellt ist. Bereits 1985 übertrugen die Ordensschwestern die Leitung der katholischen Stiftung Marienhospital einem Kuratorium und einem Vorstand und beschränkten sich auf die Seelsorge und den Besuchsdienst im Krankenhaus. Zum 31. August 2014 beendeten die Franziskanerinnen ihr Engagement und ihre Aufgaben wurden von dem indischen Orden Sisters of the little Flower of Bethany übernommen.

### Abteikirche

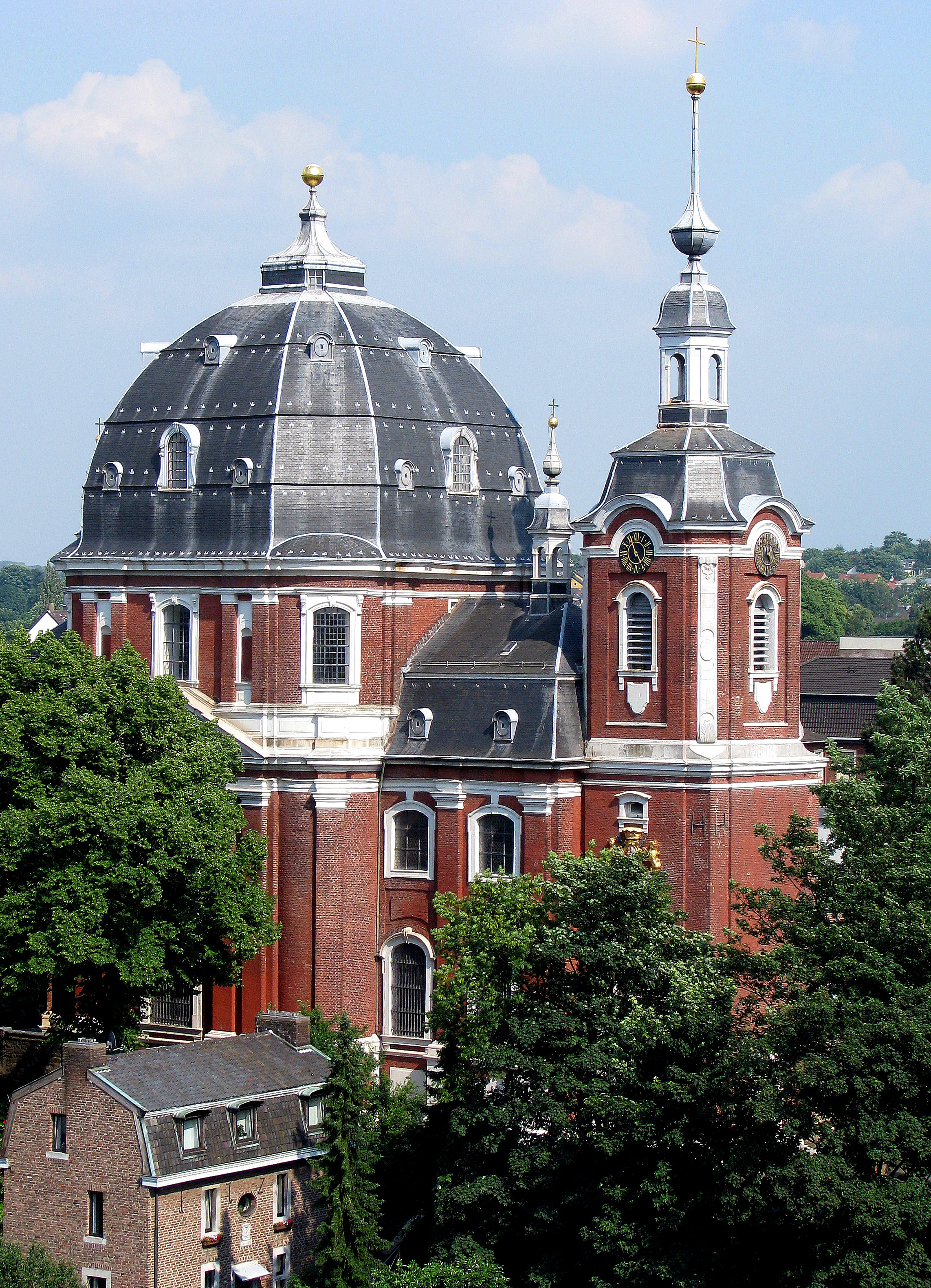
St. Johann

Nach der Gründung des Klosters im Jahre 997 baute Abt Gregor bereits eine kleine Kapelle, die dem heiligen Nikolaus geweiht war. Damit erscheint erstmals im Rheinland der heilige Nikolaus als Kirchenpatron und verweist damit klar in den Bereich der Ostkirche. Die Kapelle wurde 1628 von der amtierenden Äbtissin neu aufgebaut und befand sich ungefähr an der Stelle des heutigen Pfarrhauses von St. Johann. Noch zu Lebzeiten Gregors wurde mit dem Bau einer weiteren Kapelle begonnen, die zunächst dem heiligen Apollinaris geweiht war. Durch die reichen Stiftungen von Heinrich II. konnte um 1015 die Apollinaris-Kapelle durch eine erste Klosterkirche in unmittelbarer Nähe ersetzt werden, die im Mai 1017 durch den Bischof Gerhard I. von Cambrai zu Ehren Johannes des Täufers geweiht wurde. Die schlichte frühromanische Johannis-Kirche war einschiffig, etwa 20 Meter lang und 8 Meter breit. Sie hatte ein Querschiff, eine halbrunde Apsis und einen quadratischen Turm. Von dieser Kirche sind nur noch fünf kleine romanische Säulen erhalten, die zunächst im Gartenhaus der Äbtissin eingebaut wurden. Später wurden diese durch eine Nachbildung ersetzt und die Originale kamen in einem geschützten Raum neben der Schatzkammer.
Nachdem diese zu klein und baufällig geworden war, wurde um 1350 eine neue und größere Kirche erbaut. Diese wurde etwas weiter südwärts als der bisherige Bau errichtet, etwa an der Stelle, auf der die jetzige Kirche St. Johann steht. Der Neubau ist wahrscheinlich unter der Äbtissin Aleidis von Müllenark beschlossen und begonnen und nach heutigem Kenntnisstand erst unter der Äbtissin Mechtildis von Bongard vollendet worden. Diese Kirche war im gotischen Stil erbaut, dreischiffig und mit einem weit vorspringenden Chor, in dem die Nonnen in den Chorgestühlen ihren Platz hatten.

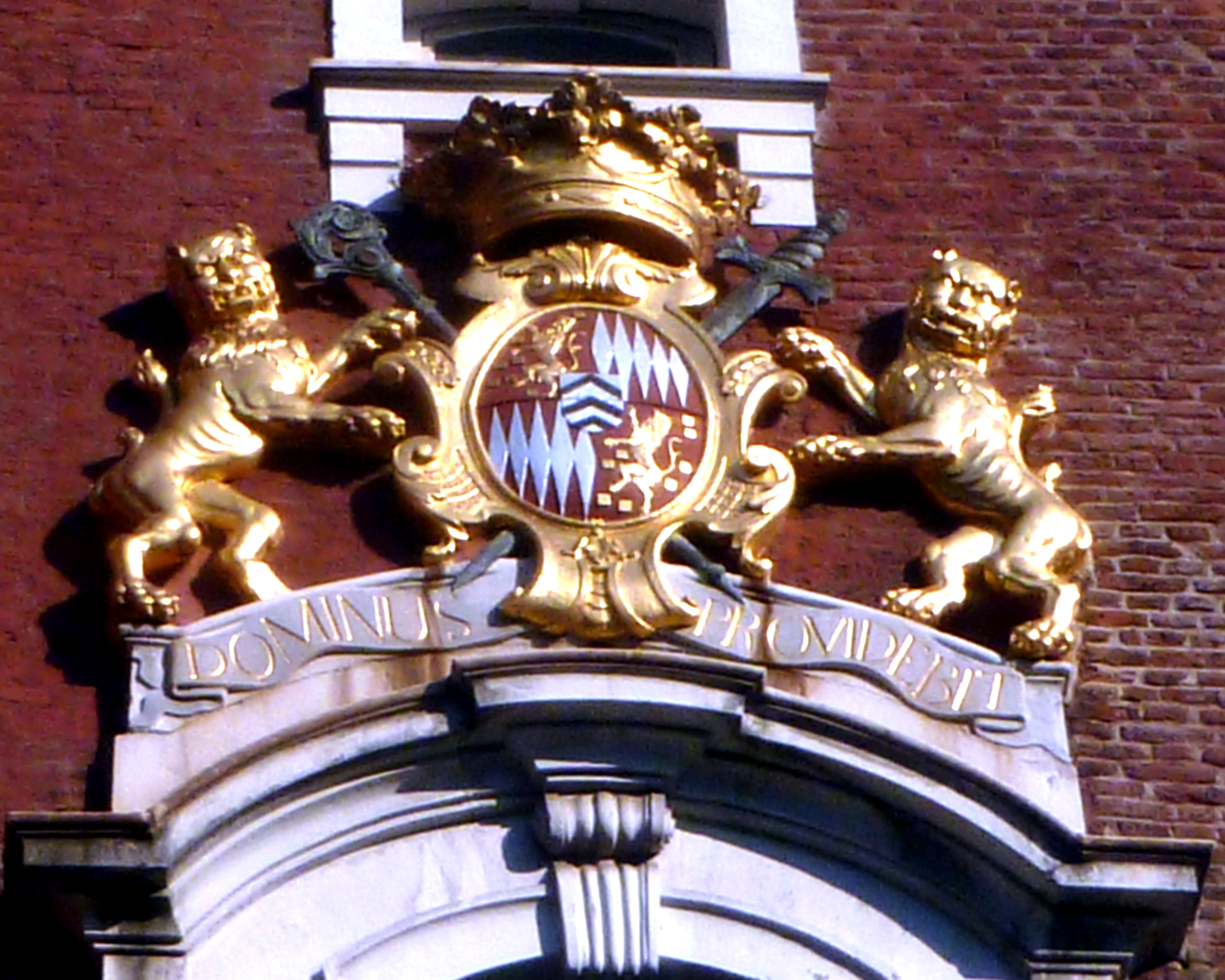
Wappen der Äbtissin van Renesse an der Nordseite des Turmes
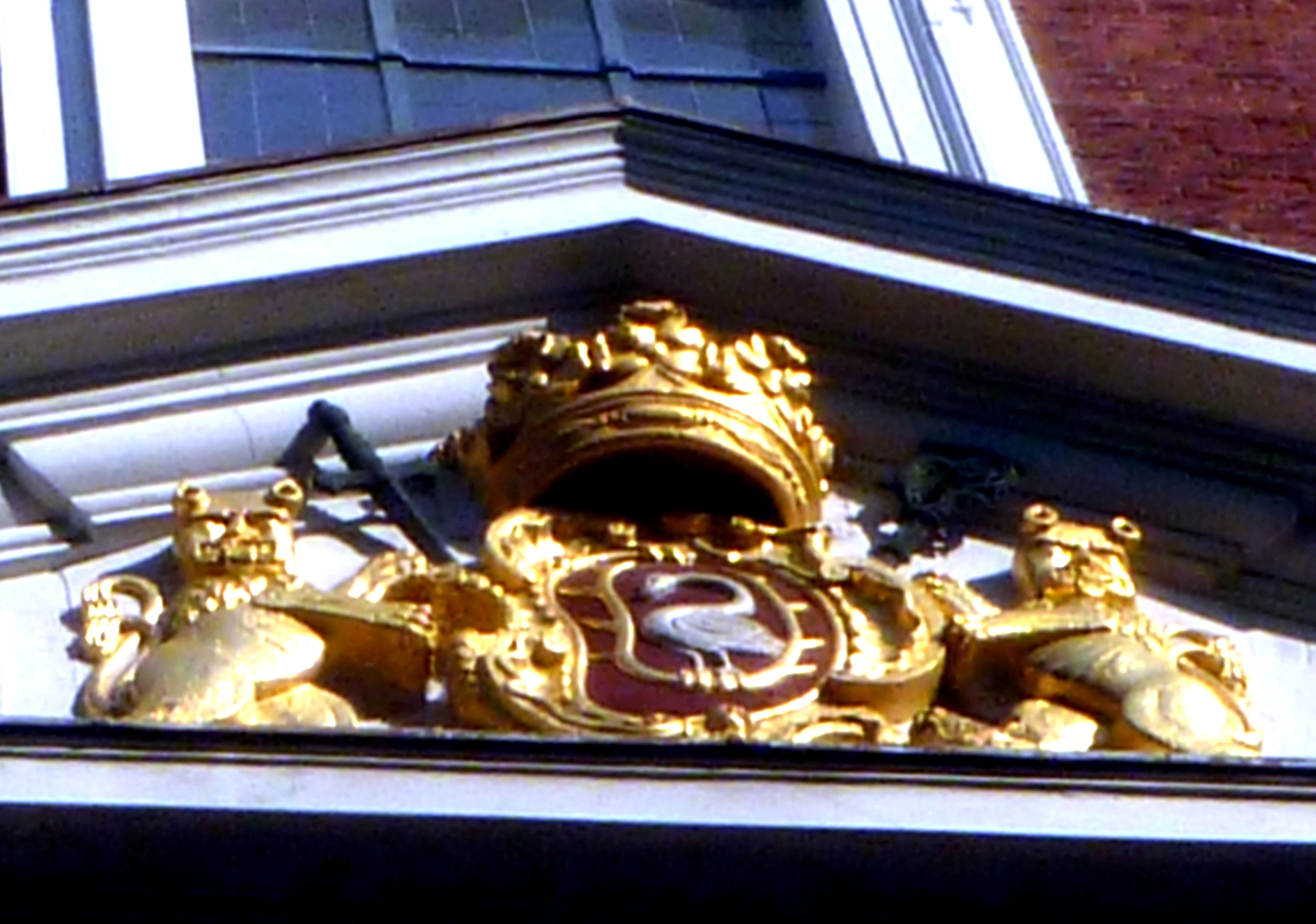
Wappen der Äbtissin von Woestenrath an der Nordseite des Kuppelbaus

Im Jahre 1736 wurde im Auftrag der Äbtissin Anna Carola Margaretha van Renesse van Elderen mit einem Neubau der Abteikirche nach den Plänen des Aachener Baumeisters Johann Joseph Couven begonnen. Die an der Kirche verwandten Hausteine sind bis zur Höhe des Frontons, in welchem sich das Wappen der Äbtissin Antoinette von Woestenraedt befindet, aus einem der Abtei gehörenden Steinbruch bei Buschhausen entnommen, während die höher angebrachten Hausteine aus anderen Steinbrüchen, meist aus Raeren, stammen. Couven begann zunächst mit dem Bau des Westturms, der sich bis 1741 hinzog. Erst nach langer Pause kam es im Jahre 1748 zum Abbruch der alten Klosterkirche und zur Wiederaufnahme der Bauarbeiten für die neue Kirche. Der Rohbau wurde mit der Kuppelschließung im Spätsommer 1754 vollendet. Die Kuppel, die durch Luken und Mansarden belebt ist, bleibt das vorherrschende Motiv und gibt im Zusammenspiel von Kuppel, Turm und Dachreitern dem Bau seine einzigartige Silhouette. Über dem Hauptportal an der Nordseite des Turmes befindet sich das Wappen der Äbtissin von Renesse, in deren Auftrag der Bau begonnen wurde. Die Stirnseite des Turmes zum Abteiplatz hin hat dagegen ein einfaches Portal mit dem Wahlspruch der Äbtissin von Renesse DOMINUS PROVIDEBIT (Gott wird sorgen) und der Jahreszahl 1736. Über dem großen Rundbogenfenster an der Nordseite befindet sich das Wappen der Äbtissin von Woestenrath. Dieses Wappenzeichen des Schwans im Hirschgeweih wurde später Stadtwappen von Burtscheid und ist heute noch im Wappen der Städteregion Aachen enthalten. An der Südseite des Langhauses ist eine kleine Seitenkapelle, die auch Gedächtniskapelle genannt wird, da heute hier ein Totenbuch mit den Namen der Kriegsopfer der Pfarre St. Johann ausliegt. Dominierend ist im Innern das Querhaus unter der Kuppel, welches die Form eines unregelmäßigen Achtecks hat. Eingebaute Muschelnischen nehmen jeweils eine Apostelstatue auf. Über einem Abschlussgesims setzt die Wölbung der Innenkuppel ein. Ihre acht Rippen vereinigen sich im Rahmen der Lichtlaterne. Die Mitte der Rundung ist durch eine fensterartige Nische besonders betont, vor der sich der Platz der Äbtissin befand.

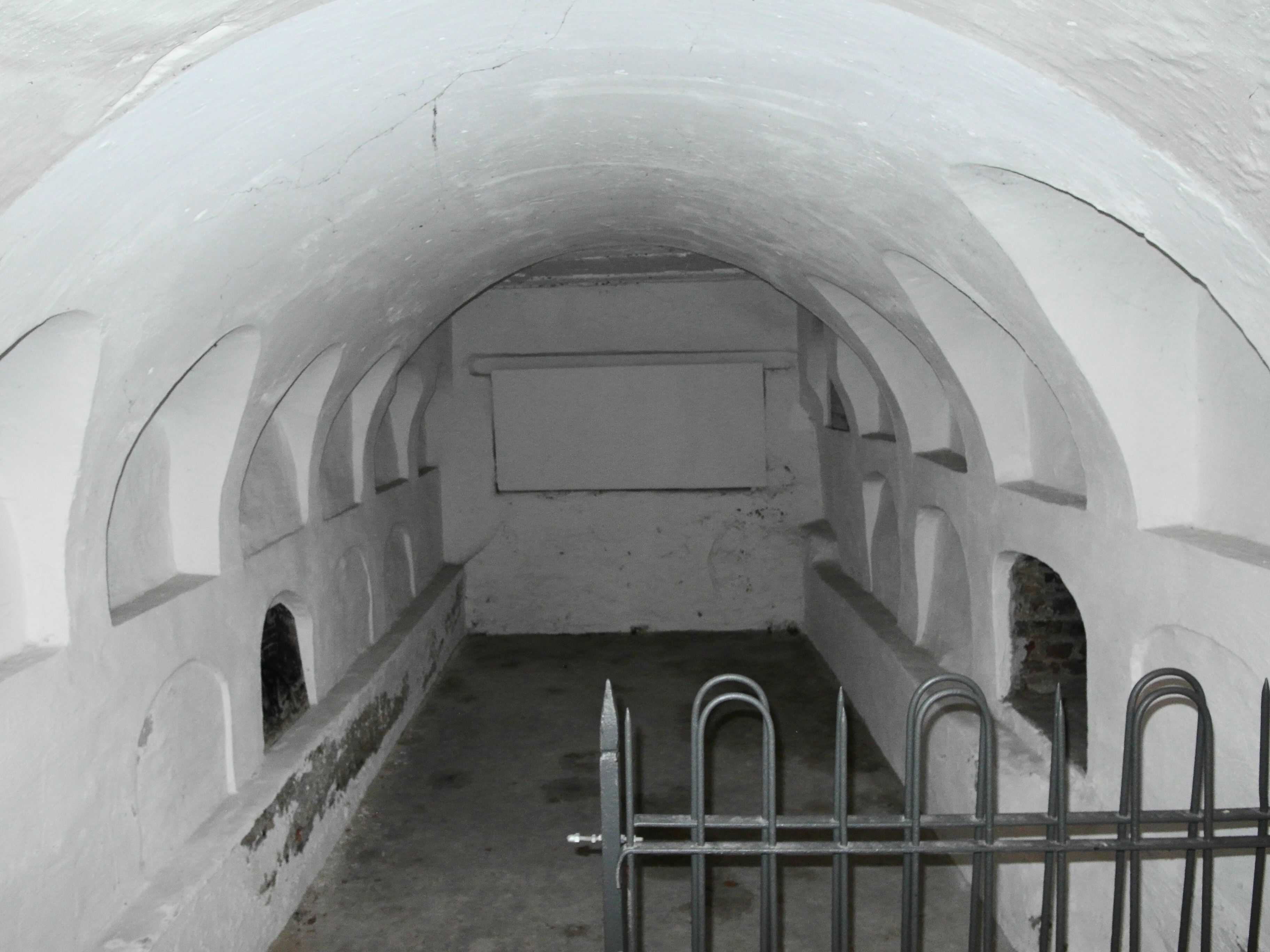
Totenkeller unter St. Johann

Unter dem Chor, etwa auf Höhe der Chor-Apsis, befindet sich der Totenkeller der Abteikirche, der offensichtlich beim Neubau im 18. Jahrhundert angelegt wurde, da er erstmals durch Skizzen von Couven belegt wird. Der Zugang ist nur von der nordöstlichen Außenseite der Kirche über eine vierzehnstufige Treppe möglich. In dem tonnengewölbten 2,85 m mal 9,30 m langen und 2,20 m bis 2,60 m hohen Raum sind die durchnummerierten Grabkammern in zwei übereinander liegenden Reihen an den Längsseiten angelegt. Die meisten der 32 Grabkammern sind bis auf wenige Ausnahmen gut erhalten, nur zwei sind eingestürzt. Die Inschriften auf den aus Naturstein gemeißelten Schließplatten sind bei sieben Kammern eindeutig bestimmten Personen zuzuordnen, bei den restlichen lassen sich nur Bruchteile erkennen. Endoskopische Untersuchungen ergaben aber, dass alle Grabkammern teilweise mehrfach belegt worden waren.
Bei der Säkularisation wurde die Abteikirche von den Franzosen als Domaine-Eigentum behalten. Sie benutzten sie als Militär-Magazin und Pferdestall. Auch stand in ihr ein Luftballon, mit dem in der Kuppel Versuche gemacht wurden.
Im Jahr 1804, als Napoleon in Aachen weilte, gelang es den Burtscheider Katholiken mit maßgeblicher Unterstützung des amtierenden und vor Ort wohnenden Bischofs von Aachen, Marc-Antoine Berdolet, von ihm die Entscheidung zu erwirken, dass die Kirche wieder für den Gottesdienst freigegeben wurde. Nachdem die Kirche geräumt und gereinigt war, wurden am Weihnachtstag 1804 in der Frühe des Morgens das Te Deum und dann das erste Hochamt gesungen. Im Jahre 1806 wurde die Abteikirche zur zweiten katholischen Pfarrkirche Burtscheids erhoben. Beim Bombenangriff auf Burtscheid im April 1944 brannte die Kirche vollkommen aus. Nur die Außenmauern blieben stehen. Der Wiederaufbau dauerte bis in die 1960er Jahre.

### Abteitor

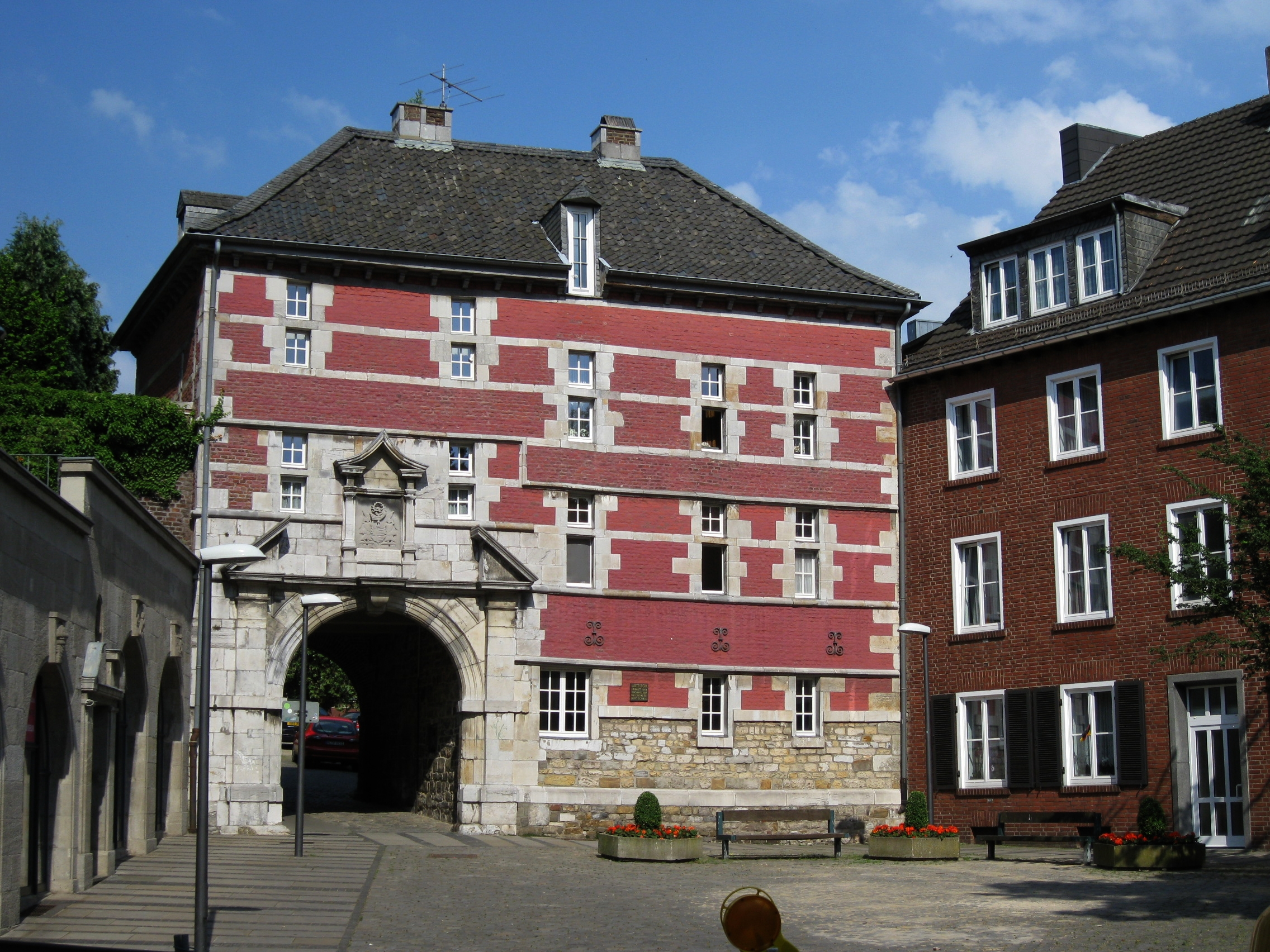
Vom Burtscheider Markt aus gesehen
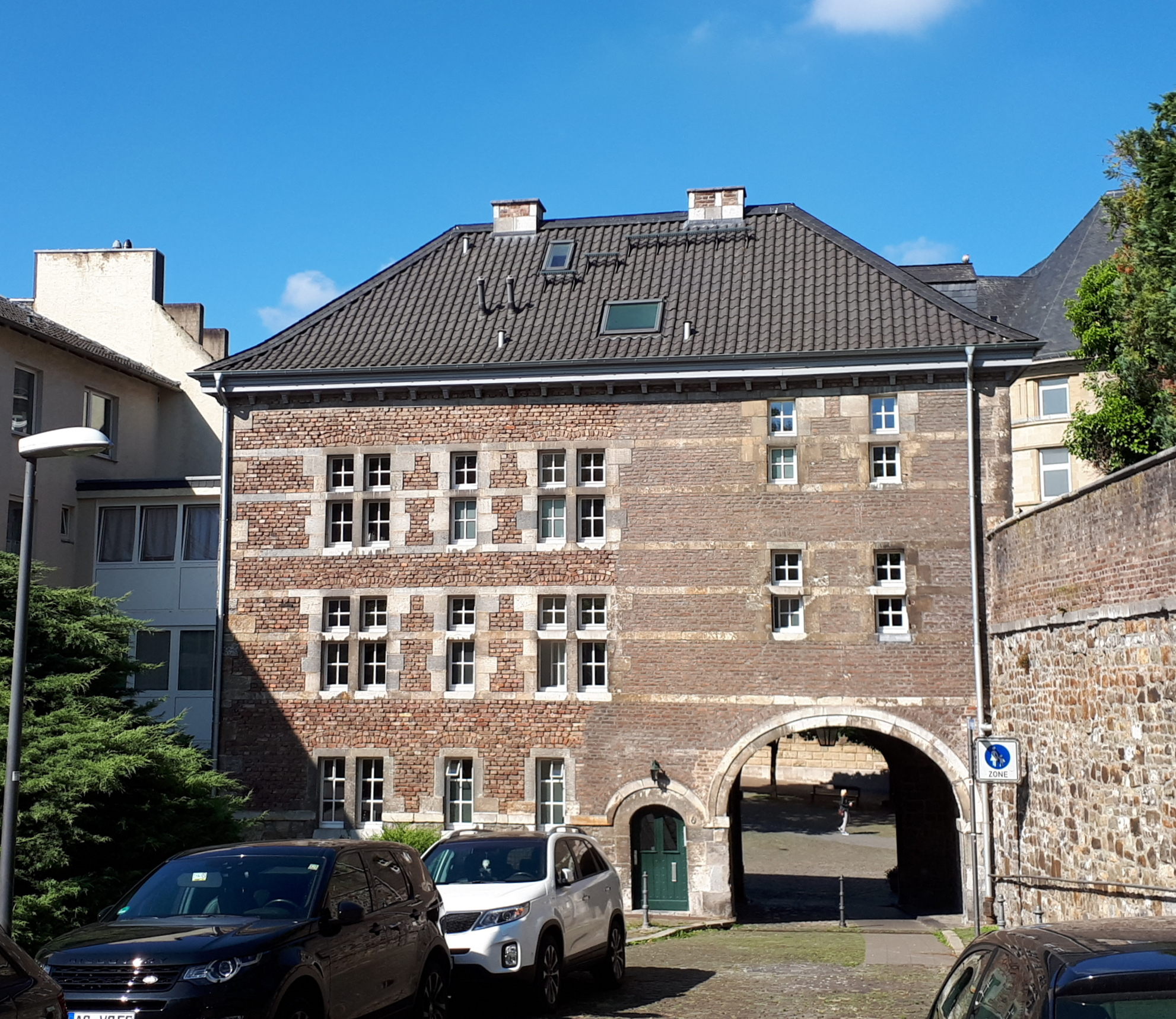
Von „Johann Baptist“ aus gesehen

Das Tor zur ehemaligen Abtei Burtscheid wurde im Jahr 1644 unter der Äbtissin Henrietta (Henrica) Raitz von Frentz erbaut, deren Wappenstein mit der Jahreszahl 1644 über der Tordurchfahrt eingelassen ist. Das Tor ist eines der wenigen in Aachen noch erhaltenen Zeugnisse des Baustils der Maas-Renaissance und zeigt einen wirkungsvollen Gegensatz zwischen Blausteingliedern und Backsteinflächen. In der Bevölkerung ist das Abteitor auch bekannt als Jonastor, benannt nach einem Gastwirt namens Jonas, der hier ein Wirtshaus betrieben hat. Im Zuge der Säkularisation wurde das Tor als Abteieigentum verkauft. Als 1849 Burtscheid von einer Cholera-Epidemie betroffen war, richtete Franziska Schervier hier vorübergehend ein Spital mit fünf Betten ein. Nach einer grundlegenden Sanierung und Restaurierung des gesamten Gebäudetraktes in den Jahren 2013/14 entstanden hier sechs luxuriöse Ferienwohnungen.
Bei dem schweren Bombenangriff auf Burtscheid am 11. April 1944 brannte das Gebäude vollständig aus. Wesentliche Teile der Hauptfassade blieben jedoch erhalten. 1947 wurde schließlich durch einen Lastwagen auch noch der rückwärtige Teil des Torgebäudes weggerissen. Im Jahr 1949 konnte das Abteitor durch Einziehen einer Eisenbetondecke über der Durchfahrt und durch Einbau von Sicherungspfeilern geschützt werden. Im Jahr 1950 erfolgte dann die komplette Restaurierung. Nach Ergänzung des teilzerstörten Mauerwerks und stilgerechter Wiederherstellung des Walmdaches wurde es zur Aufnahme von fünf Kleinwohnungen hergerichtet. 1978 wurde das Abteitor, dessen Blausteineinfassungen erhebliche Schäden durch Kriegseinwirkung und Witterungseinflüsse aufwies, restauriert. Das Mauerwerk wurde ziegelrot gestrichen. Dieser Anstrich entspricht dem ursprünglichen Zustand und hat in erster Linie eine Schutzfunktion. Heute beherbergt das Abteitor Ferienwohnungen.

## Abteischatz
Der Kirchenschatz der Abtei Burtscheid ist eine bedeutende Sammlung sakraler Kunstgegenstände, die die Jahrhunderte alte Historie der Abtei eindrücklich widerspiegelt. Dazu gehören unter anderem:
- die Nikolaus-Mosaik-Ikone aus dem 12. Jahrhundert. Sie zeigt die enge Verbindung der Abtei mit dem Byzantinischen Reich auf, zu dem im 10. Jahrhundert die Region Kalabrien gehörte, aus der der Abt Gregor stammte. Bereits 1180 beschrieb der Abt Caesarius von Heisterbach diese Ikone als altes wundertätiges Bild. Einige Mosaiksteinchen sind zwischenzeitlich verloren gegangen und kunstvoll übermalt worden. Der Rahmen der Ikone stammt voraussichtlich aus dem 12. Jahrhundert, in dem Medaillon-artig unter rundbogigen Baldachinen die getriebenen Brustbilder von Abt Gregor im linken unteren Rahmenteil und des Hl. Benedikts rechts unten dargestellt sind. Im Bildzentrum befindet sich das im Stile der Ikonenmalerei der Ostkirche stark übermalte Brustbild des Hl. Nikolaus in Frontstellung und ohne Mitra mit einem Buch in der linken Hand, die Rechte zum griechischen Segen erhoben. Im Bildfries unten ist eine Nikolaus-Legende dargestellt. Da Nikolaus als der Freund der Kinder gilt, wurde diese Ikone bis zum 18. Jahrhundert den Schwangeren gebracht, um für eine glückliche Geburt zu beten.[10]
- Das Bernhardus-Reliquiar aus dem Jahr 1865, hergestellt von Martin Vogeno. Es erinnert an den Gründer des Zisterzienser-Ordens, Bernhard von Clairveaux, und enthält Knochenpartikel und einen Gewandrest.
- Die Evermarus-Büste, ein Kopfreliquiar, entstanden von unbekannten Goldschmieden um 1707, ist geschmückt mit goldenen Muscheln der Jakobspilger. Es erinnert an den Namenspatron der zur Reichsabtei Burtscheid gehörenden Evermarus-Kapelle in Rutten bei Tongern, der dort überfallen, erschlagen und begraben wurde. Wegen kriegerischer Auseinandersetzungen in Rutten sandte der Bischof Egidius von Sarepta am 10. Oktober 1480 die Gebeine und das Haupt des hl. Evermarus der Abtei zur Aufbewahrung zu, wobei die Gebeine später wieder zurückgegeben wurden und die Schädeldecke in Burtscheid verblieb.
- Die Laurentiusbüste, deren Bestandteile mehreren Epochen zuzuordnen sind. Die Steinfassung deutet auf das Jahr 1280 hin, wogegen der silbern getriebene Kopf- und Zierkragen eine Entstehungszeit zwischen 1480 und 1500 vermuten lässt.
- Die Büste von Johannes dem Täufer, die eigentlich ein Armreliquiar ist und um 1370 hergestellt wurde. Sie ist reich mit Edelsteinen, Perlen und Gemmen verziert und mit einer prächtigen Königskrone geschmückt. Diese soll die Krone des Lebens andeuten, mit der Heilige und Märtyrer im Himmel belohnt werden.
- Das Bergkristall-Reliquiar, welches eines der ältesten Objekt des Abteischatzes ist. Es ist mutmaßlich von Ägypten über Konstantinopel nach Aachen gekommen. Über dem Fuß des Reliquiars aus dem 19. Jahrhundert ist ein zylindrisches Fläschchen aus Bergkristall, gefasst in gedrehten Rundstäben und einem lilienförmigen Passkranz, aufgesetzt. In diesem Fläschchen ist eine Zahnreliquie des hl. Zacharias aufbewahrt. Darüber befindet sich ein weiteres kleines Gläschen in einer Arkadenfassung mit dem Blut von Johannes des Täufers. Die Inschrift auf dem Passkranz ist in Niellotechnik gehalten.[11]
- Das Äbtissinnenkreuz, das bereits um 1230 nachzuweisen ist und nur zu festlichen Anlässen gezeigt wurde. Es wurde zeitgleich mit dem Rahmen der Nikolaus-Ikone als Doppelkreuz angefertigt. Das Kreuz ist zur Schauseite reichhaltig mit Edelsteinen, Perlen und Filigranen ausgestattet, womit es an ein antikes Gemmenkreuz erinnert. Es ist mit zwei abnehmbaren Kreuzen bestückt, hinter dem sich kleine Kreuzreliquiare befinden. Die silberne Rückseite ist in Niellotechnik verarbeitet. Christus ist im unteren Balken als Sterbender Mensch und im oberen mit dem Baum des Lebens dargestellt, womit das Kreuz als Zeichen des Sieges über Sühne und Tod gesehen werden soll. Die Inschrift läuft auf einem schmalen und ebenfalls in Niellotechnik verarbeitetem Randstreifen rund um die Rückseite des Kreuzes, beginnend an der Oberseite des unteren linken Querarmes. Sie benennt annähernd den gesamten Reliquienbestand des Klosters.[12]
- Das barocke Altarkreuz, geschaffen 1740, wobei das aufgesetzte Kruzifix bereits um 1500 in der Werkstatt von Hans von Reutlingen angefertigt worden ist. Das Kreuz hat die gleiche Grundform wie das Äbtissinnenkreuz. Am oberen Kreuz ist eine Reliquienkapsel mit Bestandteilen vom Kreuz Christi angebracht.
- Die Barockmonstranz, 1737 ursprünglich angefertigt von J. Weery für das Kreuzherrenkloster in Maastricht. Sie kam 1806 zur Abtei und wurde 1897 grundlegend verändert. Lediglich die Figuren des hl. Bernhards und des hl. Augustinus mit dem flammenden Herzen sind noch von der alten Fassung.
- Die Sonnenmonstranz, 1785 für die Marienkapelle in Burtscheid hergestellt und 1903 grundlegend umgearbeitet. Dabei wurde sie mit dem Gnadenbild von 1644, dem Baujahr der ersten Kapelle, bereichert. Am rechten Rand zeigt sie den Abt des Klosters Val-Dieu, der als Beichtvater und Seelsorger für die Nonnen der Abtei zuständig war.
- Die Turmmonstranz, silber-vergoldet, Vierpassfuß mit getriebenen Engelsköpfen, Girlanden und Fruchtschnüren. Sie vermischt gotische und Renaissanceformen und wurde 1619 von dem Aachener Goldschmied Dietrich von Rath geschaffen. In den Seitenbaldachinen befinden sich Darstellungen von Johannes dem Täufer und Bernhard von Clairveaux. Eine Strahlenkranzmadonna und darüber noch ein Kreuz mit Maria und Johannes krönen den Hostienturm.[13]
- außerdem weitere liturgische Geräte, Kaseln, Reliquiare, Urkunden und sonstige Exponate.

Seit März 2003 ist der Abteischatz in der neuen Schatzkammer ausgestellt, die sich in dem restaurierten Kreuzgang der früheren Abtei befindet. Sie ist jeden 1. Samstag und jeden 3. Mittwoch im Monat von 15 bis 17 Uhr für Besichtigungen geöffnet.

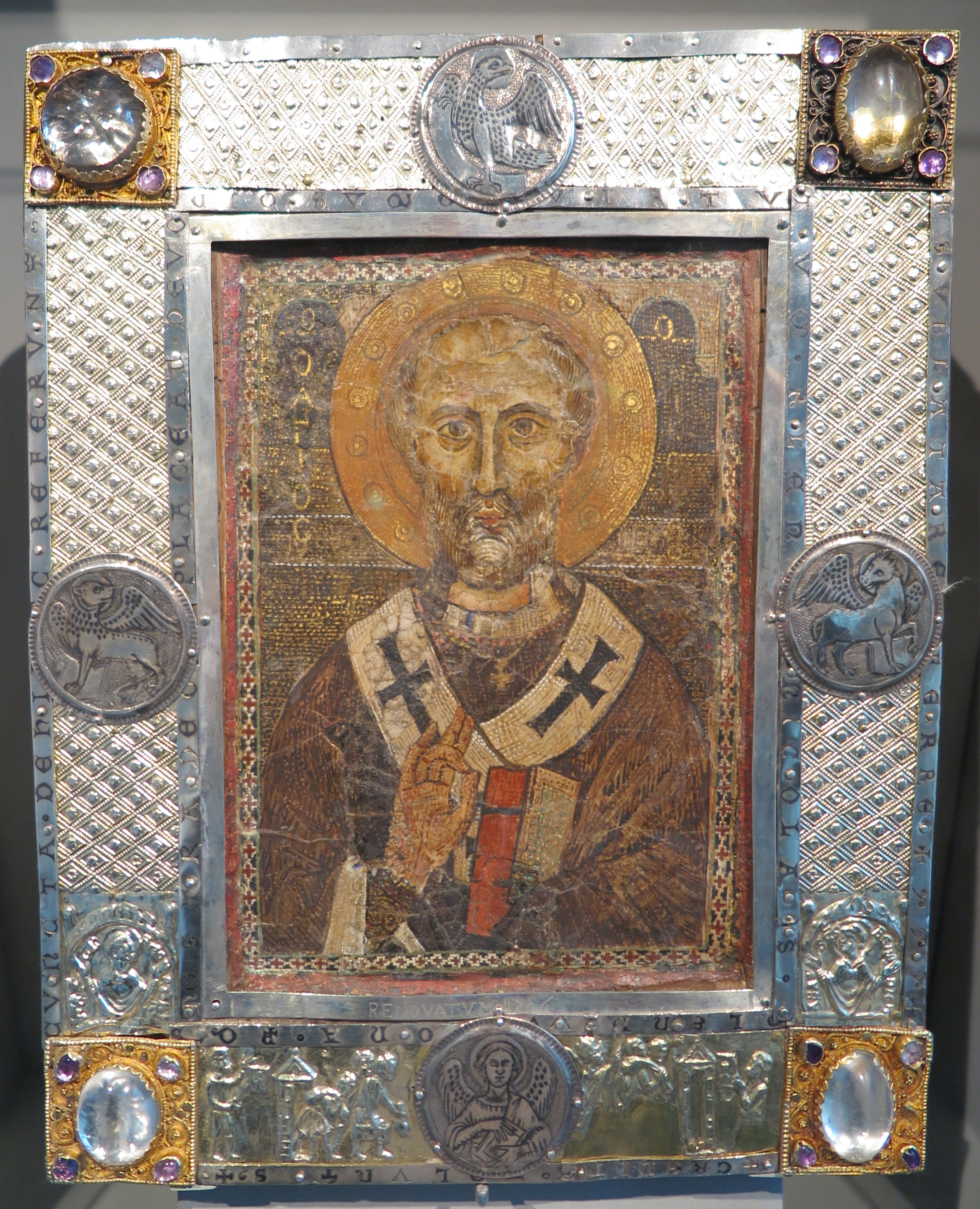
Nikolaus- Ikone
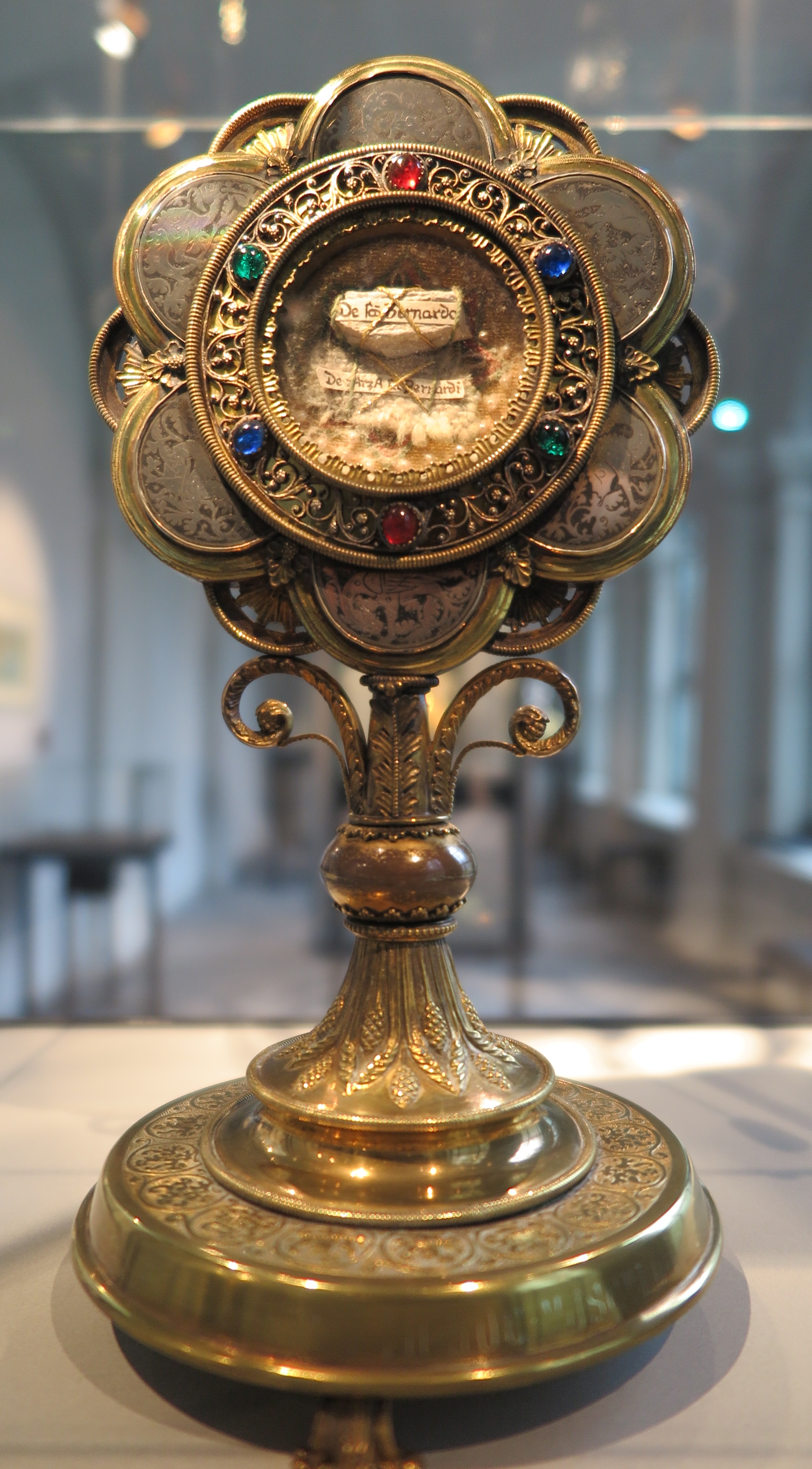
Bernardus- Reliquiar
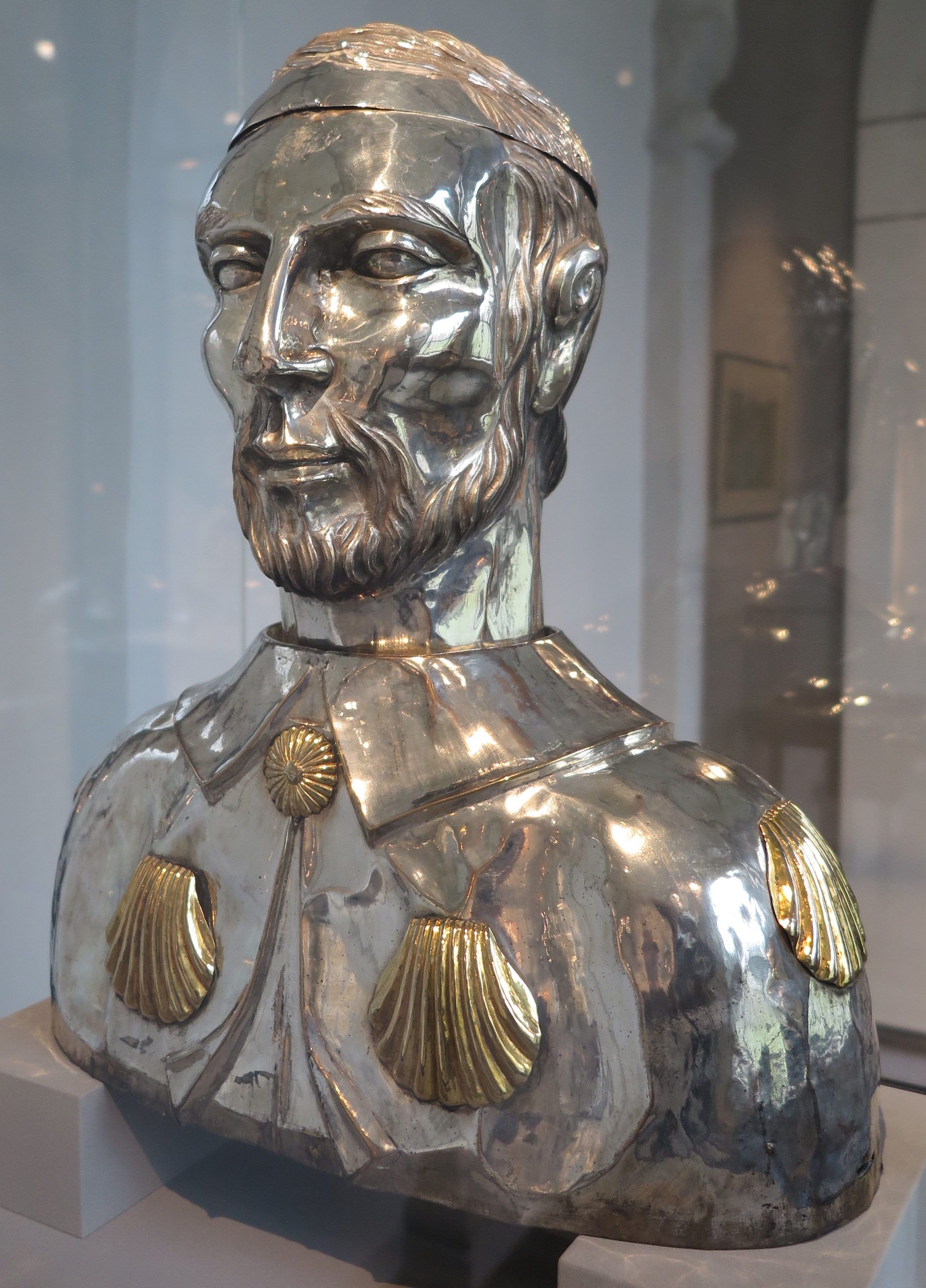
Evermarus- Büste
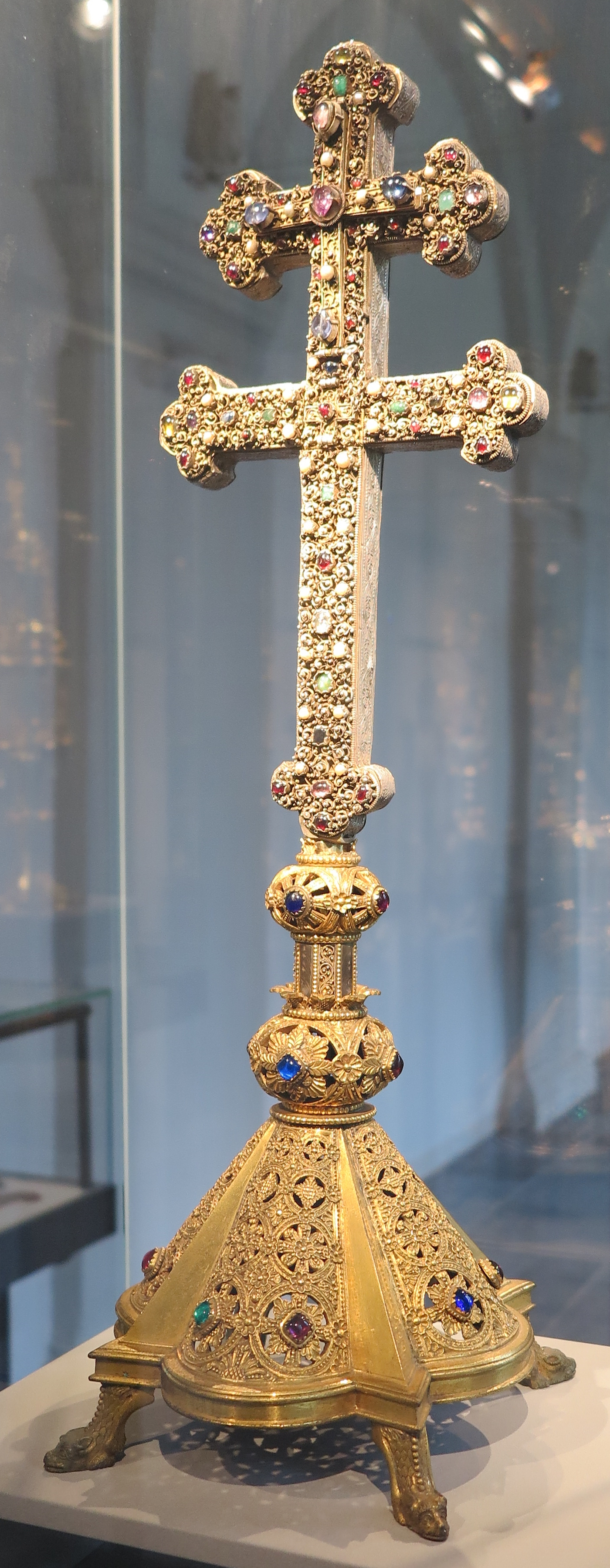
Äbtissinnen- Kreuz
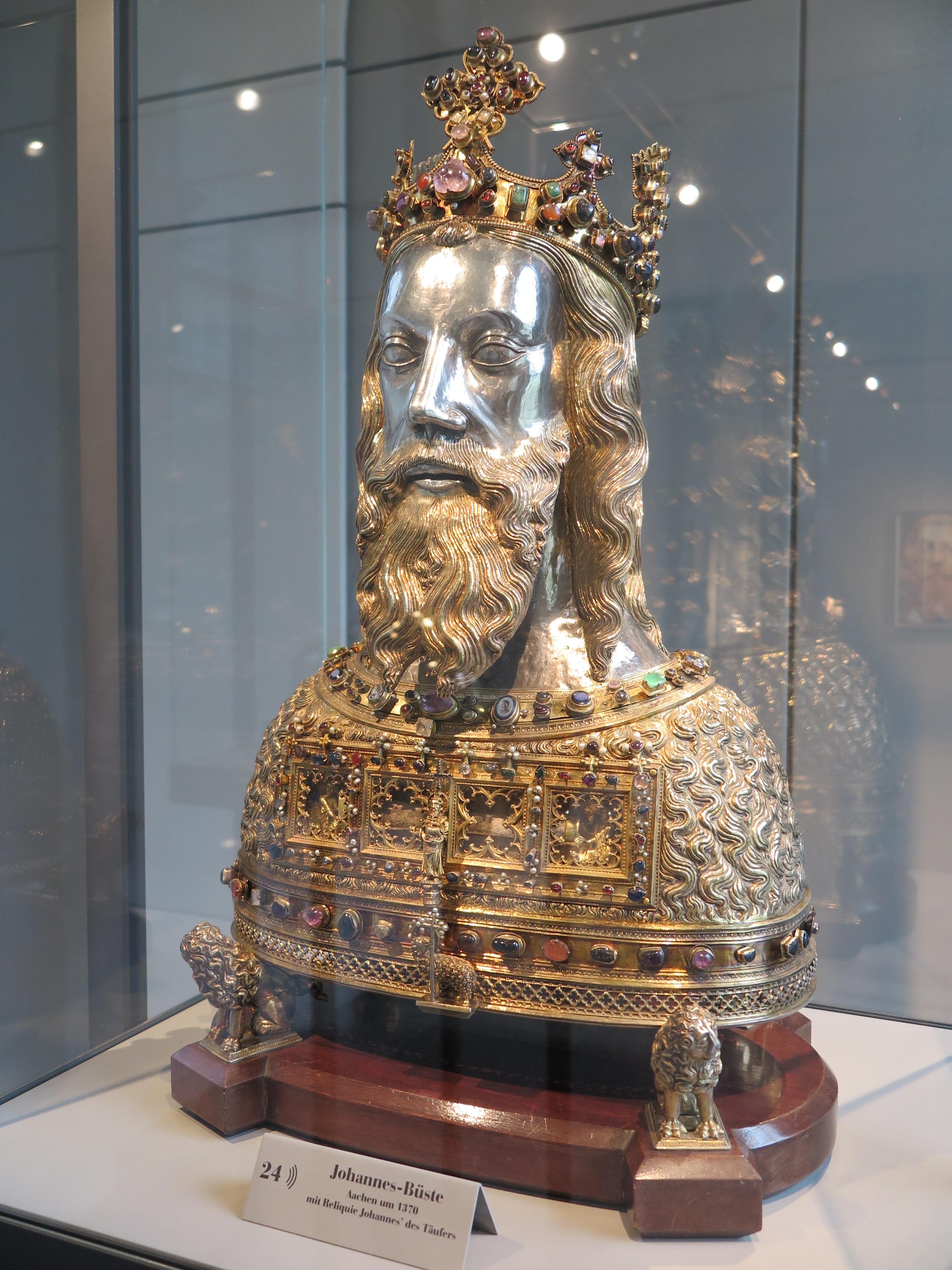
Johannes- Büste
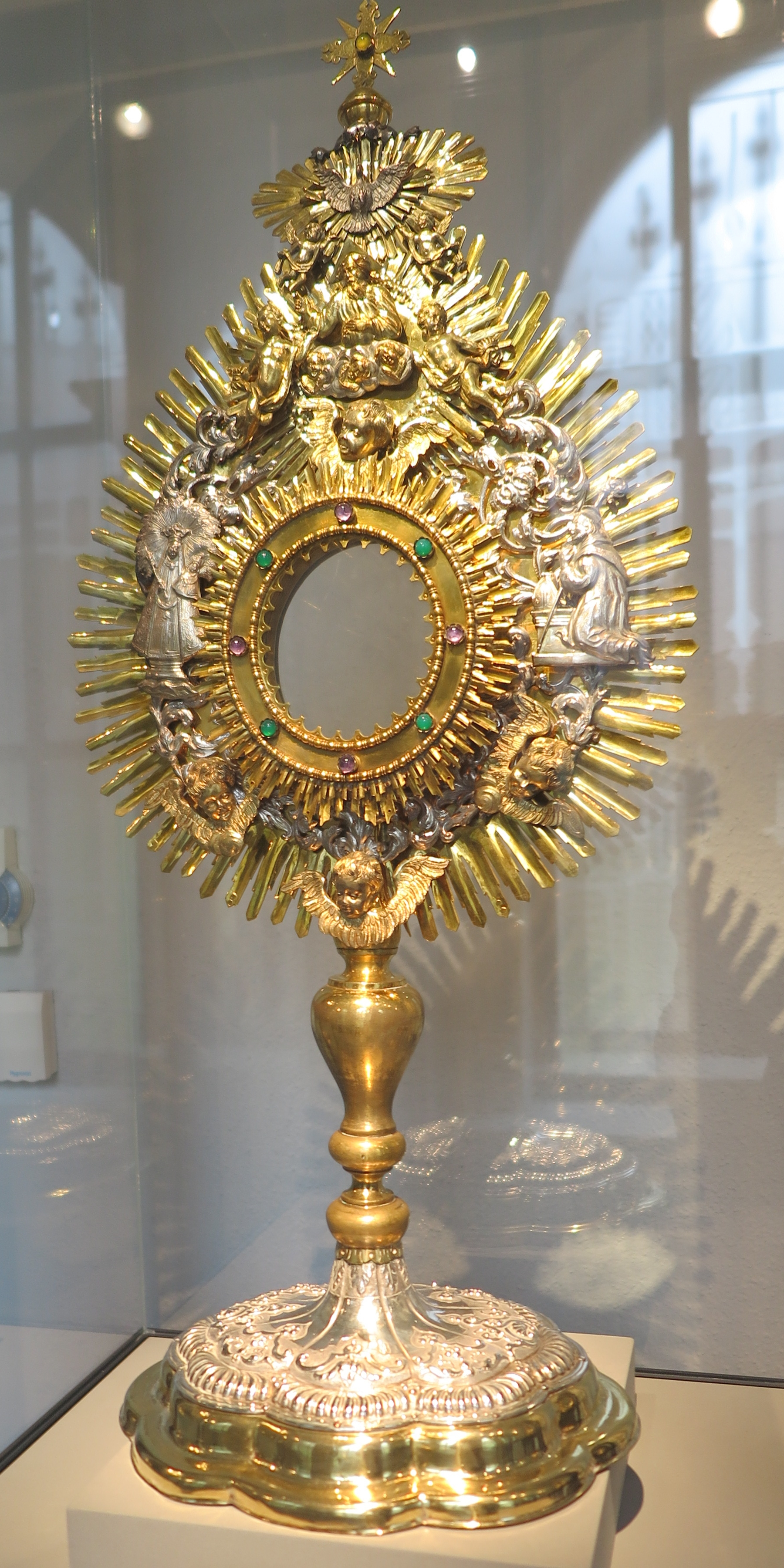
Sonnen- Monstranz
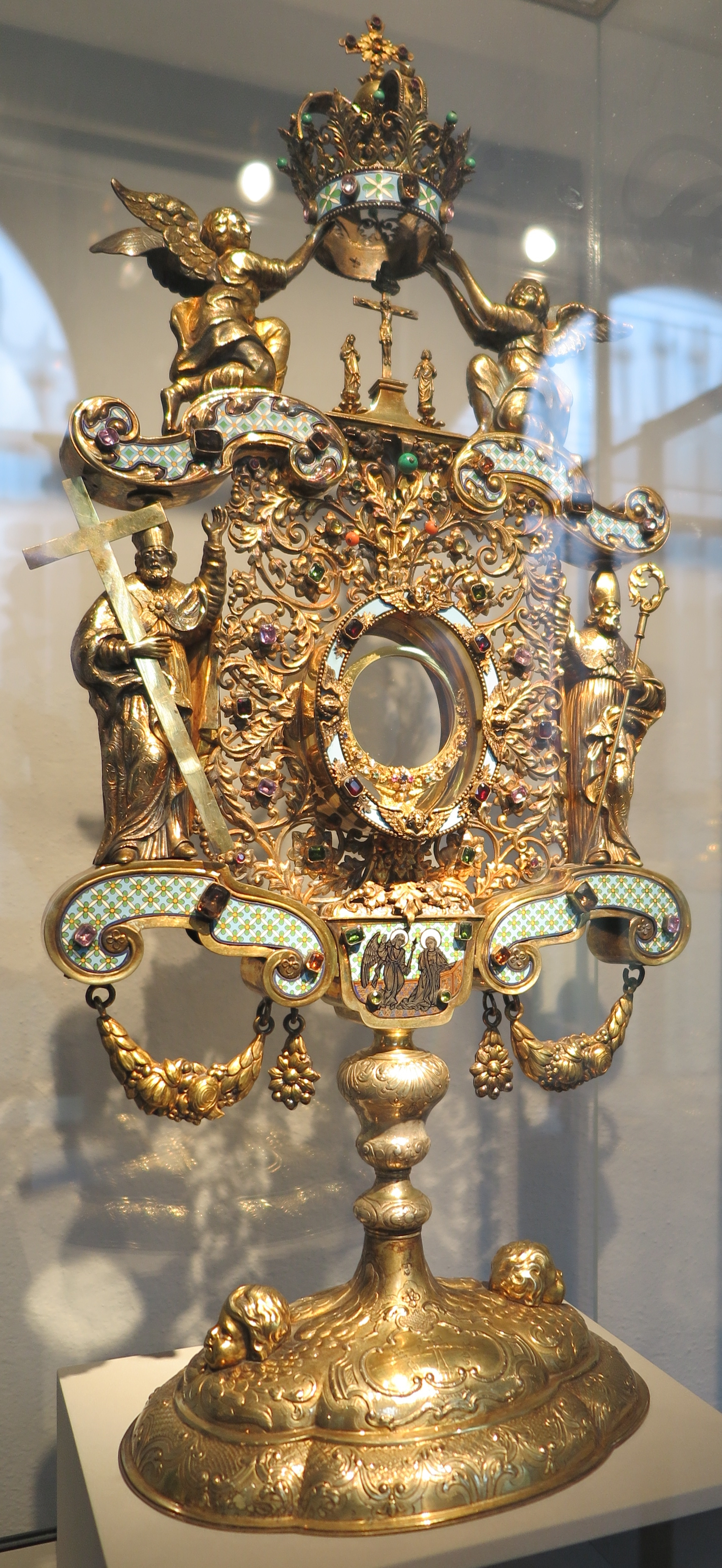
Barock-Monstranz
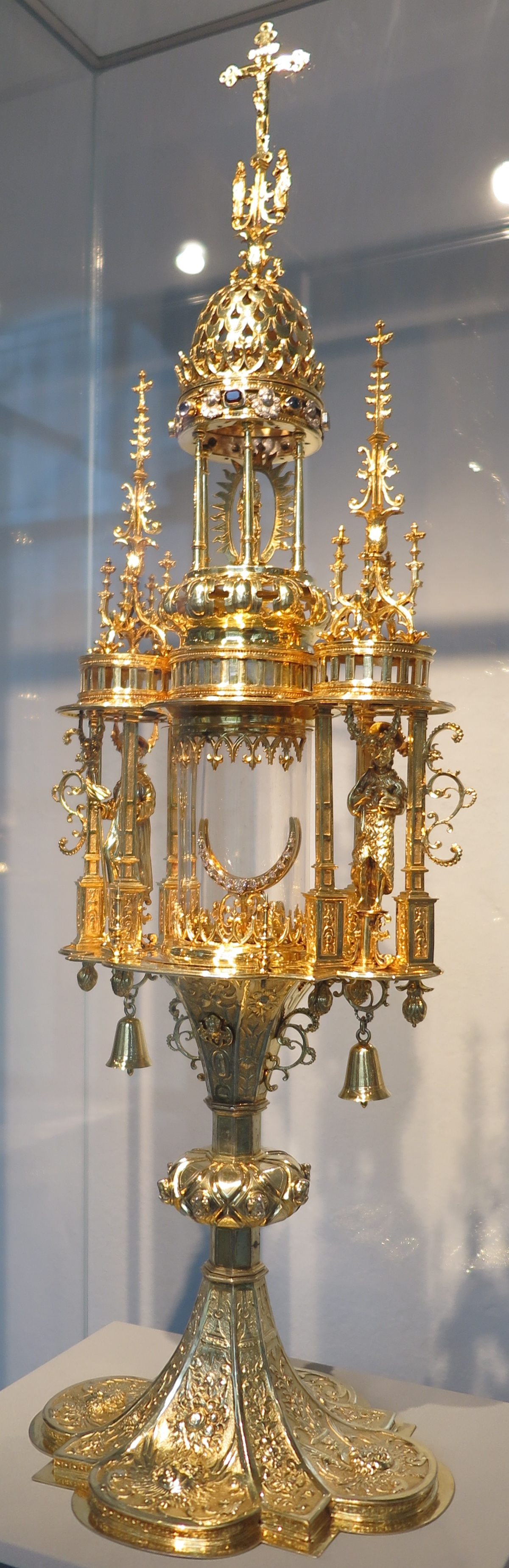
Turm- Monstranz
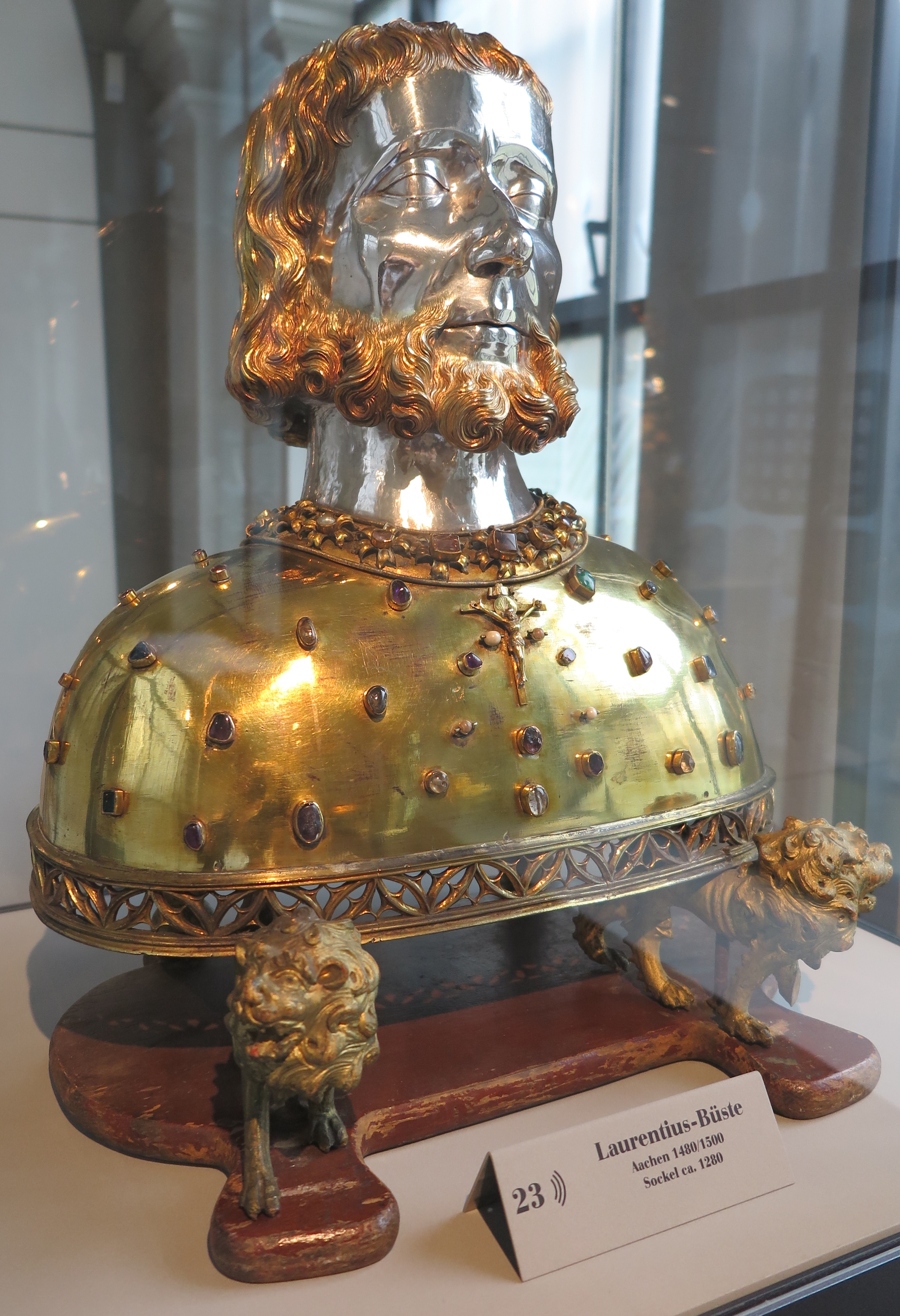
Laurentius- Büste

## Äbte und Äbtissinnen
Seit ihrer Gründung wurde die Abtei von etwa 11 bis 15 Äbten und 33 bis 35 Äbtissinnen geleitet. Die genaue Anzahl und namentliche Zuordnung lässt sich nicht exakt feststellen, obwohl sich mehrere Personen bereits um eine lückenlose Aufzählung bemüht hatten. Zunächst war es der Aachener Historiker Karl Franz Meyer, der sich in seiner Schrift Miscellanea Borcetano-Aquisgranensia aus dem Jahr 1772 mit der Erforschung der Abteileitung befass hatte, bevor sich dann der Aachener Heimatforscher Christian Quix in seinem Aufsatz aus dem Jahr 1834 über die Geschichte der ehemaligen Reichsabtei Burtscheid, von ihrer Gründung im 7ten Jahrhunderte bis 1400 vor allem mit der ersten Hälfte der Existenz der Abtei beschäftigte. Schließlich haben wir es Heinrich Schnock mit seinen Studien über die Reihenfolge der Äbte und Äbtissinnen in der ehemaligen Herrlichkeit Burtscheid aus dem Jahr 1919 zu verdanken, dass beide Vorläuferquellen gründlich mit recherchiertem Material aus dem Abteiarchiv verglichen, auf Fehler und Unstimmigkeiten überprüft und zu einem neuen Aufsatz zusammengefasst wurden. Alle drei Autoren greifen auch auf die Enzyklopädie Gallia Christiana zurück und Schnock orientierte sich im Besonderen an den Aussagen von Oswald Holder-Egger in den Monumenta Germaniae Historica. Neuere in der Literatur angegebene Quellen bestätigen weitestgehend diese Forschungsergebnisse und kommen zu keinen nennenswerten neuen Erkenntnissen.
Besonders für den Zeitraum der Regentschaft der Äbte gäbe es zwar noch viel Klärungsbedarf, der aber auf Grund fehlender schriftlicher Aufzeichnungen nie zu Ende gebracht werden kann. Auch bei den Äbtissinnen bestehen noch manche Unstimmigkeiten und erst ab der Mechtildis von Bongard besteht zumindest eine lückenlose Aufzeichnung über die Reihenfolge der Amtsinhaberinnen, wenn auch die Jahreszahlen nicht immer klar erforschbar sind. Diese Äbtissinnen waren Jungfrauen, die überwiegend von dem niederen Landadel aus dem Raum Limburg und Jülich abstammten und die durch ihre Stiftungen maßgeblich zur Existenz des Klosters beitrugen. Ihnen haben wir unter anderem die heute noch erhaltenen Gebäudetrakte der Abtei wie auch den wertvollen Abteischatz zu verdanken.
Die folgende Liste gibt Auskunft über den derzeitigen Wissensstand bezüglich der Reihenfolge und Namen der Abteileitung und vermerkt einige der für die Abtei im Speziellen und für den Ort Burtscheid als Ganzes historisch bedeutsamen Ereignisse, die von den Äbten und Äbtissinnen verursacht wurden.
| Abt/Äbtissin                                                                           | Amtszeit Daten lt. Quelle Schnock       | Anmerkungen |
| -------------------------------------------------------------------------------------- | --------------------------------------- | --- |
| Gregor von Burtscheid                                                                  | 996–999                                 | Gründer und erster Abt der Abtei Burtscheid. |
| ungeklärt                                                                              | 999–1018                                | Am 6. Februar 1000 schenkte Kaiser Otto III. dem Kloster Burtscheid den Königshof Cagenberg in Bad Camberg; um 1015 wird ein gewisser Carus als möglicher Abt genannt. |
| Benedikt                                                                               | sicher ab 1018 – ca. 1040               | zwischen 1018 und dem 6. Juni 1040 urkundlich mehrfach bezeugt; lt. Christian Quix könnte zuvor noch ein Abt Wolfram die Leitung innegehabt haben, der aber nur in Erzählungen, nicht aber urkundlich vermerkt ist. Schnock nimmt gemäß seiner Quelle (Oswald Holder-Egger Monumenta Germaniae) an, dass es sich hierbei um den späteren Abt Wolfram handelt. Am 21. Januar 1018 bestätigt Kaiser Heinrich II. dem Abt Benedikt den Erwerb der Pfarrgemeinde St. Martinus in Rutten bei Tongern, die zuvor der Abtei Seligenstadt unterstand, sowie Güter im benachbarten Lauw und Herstappe im Tausch gegen den Königshof Cagenberg. Im Juni 1029 erwähnt Kaiser Konrad II. die Schenkung der Güter Körrenzig, Wil (Gereonsweiler) und Altenhof (Freialdenhoven). Am 8. August 1039 bestätigt König Heinrich III. die Schenkung eines bei Boppard gelegenen Weingutes. |
| ungeklärt                                                                              | 1040–1056                               | Widricus könnte lt. Schnock direkter Nachfolger Benedikts gewesen sein. |
| Widricus                                                                               | um 1056                                 | urkundlich nur erwähnt am 11. Juli 1056 im Rahmen einer Schenkung von Heinrich III., der ihm Ländereien bei Epen/NL im Geultal übertrug. |
| ungeklärt                                                                              | 1056–1088                               | lt. Schnock könnte Azelinus Widricus gefolgt sein. |
| Azelinus († 3. Dezember 1091)                                                          | sicher ab 1088–1091                     | erstmals erwähnt um 1088, als er den ca. 18-jährigen Kleriker Rudolphus in die Gemeinschaft der Benediktiner aufnahm, der später Abt in Sint-Truiden wurde. (lt. Schocks Quelle: Jean Mabillon: annales ord. sti. benedikti). |
| Johannes                                                                               | ab ca. 1091 bis unbelegt                | erwähnt als Nachfolger Azelinus in Abt Rudolphus: gesta abbatum trudonis, war zuvor Kustos und Dekan; Seine Brüder sollen ihn trotz seines Alters und seiner Unfähigkeit zum Abt gewählt haben. |
| ungeklärt                                                                              | nach 1091 bis vor 1133                  | die von Quix genannten möglichen Äbte Wolframus, Borchard und Arnoldus sind nicht belegt. |
| Folkard                                                                                | um 1133                                 | erwähnt 1133 im Rahmen einer Schenkung von Walram III. an das Kloster. |
| Onulfus                                                                                | nach 1133 – ca. 1151                    | Onulf könnte Nachfolger Folkards gewesen sein. Er wird in einer Urkunde Walrams von 1133 als Custos erwähnt. Als Abt wird er 1138 bei der Verleihung umfangreicher Privilegien durch Konrad III. und in einer Urkunde von 1143 genannt; wohnte 1151 urkundlich noch dem Begräbnis der Jutta von Wassenberg, der Ehefrau von Herzog Walram, bei. |
| Columbanus                                                                             | um 1162                                 | wird in einem Reimser Totenbuch aus dem 12. Jh. als Abt überliefert. Schnock führt ihn nicht in seiner Liste auf. |
| Wolfram                                                                                | vor 1179                                | entspricht offensichtlich dem von Quix chronologisch zu früh einsortierten Abt. Über ihn ist nichts Näheres bekannt. |
| Arnoldus                                                                               | ca. 1179 – ca. 1192                     | erstmals 1179 urkundlich erwähnt, als er in Harles/NL ein Gut erwarb, letzte Erwähnung 1192 als Mitunterzeichner einer Schenkung des Münsterstiftes an die Abtei; Er hat die Gebeine des Klostergründers Abt Gregor in die Kirche St. Johann-Baptist überführt. |
| ungeklärt                                                                              | 1192–1217                               | keine namentliche Erwähnungen von Äbten überliefert. |
| Walter                                                                                 | ca. 1217 – ca. 1219/1220                | letzter Benediktinerabt vor Übernahme durch die Zisterzienserinnen; unterzeichnete die Übertragungsurkunde an die Nonnen. |
| Heilswindis von Gimmenich                                                              | ca. 1219/1220 – ca. 1269                | erste Äbtissin der Abtei; Tochter von Arnold von Gimmenich, Schultheiß zu Aachen. Ihre Schwester Jutta heiratete Arnold I. von Franckenberg. Quix ging eigentlich von zwei Äbtissinnen gleichen namens aus, aber lt. Schnock belegen seine Quellen, die dialogus miraculorum von Caesarius von Heisterbach, ein persönlicher Vertrauter der Äbtissin, und die Monumenta Germaniae von Holder-Egger sowie die Gallia Christiana, dass es sich nur um eine Person handeln kann. In Burtscheid urkundlich erstmals 1229 erwähnt, aber lt. Heisterbach wurde sie bereits als 12-Jährige und noch auf dem Salvatorberg zur Äbtissin gewählt. Im Jahr 1224 sind mit ihrem Namen Besitztümer in Aachen, Vijlen, Epen, Rutten, Steinstraß, Schleiden, Körrenzig, Aldenhoven, Sinzig und Boppard vermerkt. |
| ungeklärt                                                                              | 1269–1272                               | möglich, dass schon Sophia das Kloster geleitet hat. |
| Sophia († 23. November 1276)                                                           | ca. 1272 – ca. 1275                     | Daten lt. gallia Christiana; urkundlich erwähnt nur 1272. |
| Ermengardis                                                                            | ca. 1275 – ca. 1294                     | lt. Quix und Schock im vermeintlichen Antrittsjahr am 26. Februar 1275 urkundlich beim Tausch eines Zehnten mit der Abtei Herkenrode bei Hasselt erwähnt. |
| Helsmudis († 7. Juli 1300)                                                             | ca. 1294–1300                           | erstmals 1294 als Stifterin für zwei Jahrgedächtnisse für die Eheleute Kraborn, letzte Erwähnung 1300 bei der Übertragung der Rektoratsstelle der Evermarus-Kapelle zu Rutten an die Abtei Burtscheid. |
| Jutta                                                                                  | 1300 – zw. 1314 und 1317                | wird am 1. November 1300 als Nachfolgerin der verstorbenen Helsmudis genannt; sie nahm sich im Besonderen der Tuchmacher an und unterstützte zusammen mit dem Vogt Edmund von Franckenberg die Gründung einer Zunft der Tuchmacher und entließ vier Angehörige dieser Zunft nebst ihrer gesamten Verwandtschaft aus der Leibeigenschaft der Abtei. Am 13. September 1314 besiegelte sie eine Urkunde, mit der einige Hörige aus der Leibeigenschaft entlassen wurden. |
| Elisabeth († 29. August 1323)                                                          | zw. 1314 und 1317 – ca. 1323            | erste Erwähnung 21. Mai 1317 mit dem Antrag an den Bischof Adolf von Lüttich, die Kirche St. Martin und die Evermarus-Kapelle zu Rutten vollends der Abtei Burtscheid zu übertragen; letzte urkundliche Nennung Elisabeths im Jahr 1323 im Rahmen einer Streitschlichtung in einem Grundgerichtsverfahren in Vijlen. |
| ungeklärt                                                                              | 1323–1338                               | möglicherweise hat eine gewisse Aleidis von Müllenarck I. regiert, die in einigen alten Quellen (Karl Franz Meyer/Quix) lediglich namentlich und ohne Amtsbezeichnung erwähnt ist und von der es keine Unterschriften gibt. Schnock sieht in diesen Aufzeichnungen einen Schreib- oder Ablesefehler zwischen der vermerkten Jahreszahl 1325 und 1395, als tatsächlich eine Aleidis von Müllenarck regierte. Somit könnte eher Mechtildis von Schönau bereits das Amt übernommen haben. |
| Mechtildis von Schönau († 12. Februar 1346)                                            | ca. 1338 – ca. 1346                     | erste urkundliche Erwähnung 1338 im Rahmen einer Schenkung von 27 Morgen Land bei Orsbach an die Abtei Burtscheid. 1341 ermächtigte sie ihren abteilichen Beauftragten, für die an das Kloster Eberbach verkauften Güter in Boppard Verzicht zu leisten. Letzte Nennung 24. März 1346, als sie einen Vertrag zwischen der Stadt Aachen und dem Markgrafen von Jülich über die Abgabe von 15 kleinen Florentiner Goldgulden für das Kloster geschlossen hat. In ihrer Amtszeit wurde der Neubau der Abteikirche beschlossen und begonnen. |
| Mechtildis von Bongard                                                                 | ca. 1346 bzw. 1351 – ca. 1356 bzw. 1363 | Tochter von Reinard von Bongard oder Bongart, sie trat 1321 in das Kloster ein. Mit ihr beginnt die lückenlose Erfassung der Äbtissinnen. Mechtildis dürfte wahrscheinlich schon 1346 ins Amt gewählt worden sein. Sie unterschrieb 1351 den Vertrag mit der Stadt Aachen zwecks Aufrechterhaltung der abteilichen Freiheiten im Gegenzug zur Übergabe der Jurisdiktion an die Stadt. Diese besetzte daraufhin fortan das Amt des Meiers. Nächste überlieferte Erwähnung im September 1352, als sie drei des Totschlags verdächtigen Männern Kirchenasyl bot. Letzte Erwähnungen am 20. Mai und am 1. August 1356 im Rahmen eines Zeugenverhörs. In ihrer Amtszeit wurde der Neubau der Abteikirche vollendet. |
| ungeklärt                                                                              | 1356–1363                               | In diesem Zeitraum könnte sowohl die Vorgängerin als auch die Nachfolgerin regiert haben, da keine namentlich andere Personen überliefert sind. |
| Richardis von Ülpenich                                                                 | 1363 – ca. 1389                         | verkaufte am 2. Oktober 1363 ihre Güter bei Plittersdorf und erwarb dafür Ländereien bei Vetschau, darunter die Niersteiner Höfe. Sie erhielt 1377 von Rikolf Colyn die beiden Kulpriemühlen übertragen, die fortan bis zur Säkularisation im Bestand der Abtei verblieben. 1380 benutzte sie den Aufenthalt von König Wenzel in Aachen, um sich von ihm die abteilichen Besitzungen und Rechte bestätigen zu lassen. Letzte Erwähnung lt. Quix fand sie 1389 im Rahmen eines Zeugenverhörs. |
| Aleidis von Müllenarck († 26. Juni 1395)                                               | ca. 1389–1395                           | Als Äbtissin quittierte sie am 9. August 1389 der Stadt Aachen den Empfang der am Urbanstag (25. Mai) zu zahlenden 50 Gulden. Nächste Erwähnung findet sich am 2. März 1390 bei der Einführung eines neuen Rektors für St. Michael-Burtscheid. Letztmals wurde sie lt. Schnock am 17. Januar 1395 beim Ankauf einer Erbpacht bei Vijlen genannt. |
| Richmodis von Schellart zu Obbendorf († 12. März 1413/14)                              | 1395 – ca. 1399 bzw. evtl. 1414         | erste Erwähnung am 10. August 1395, wo sie den Empfang einer Rente über 15 Goldgulden von der Stadt Aachen quittiert. Im Frühjahr 1399 bestätigte Papst Bonifaz IX. der Abtei die Inkorporation der Pfarrkirchen St. Martin in Rutten, St. Martin in Vijlen, St. Andreas in Dalhem, St. Pauli in Epen und St. Michael in Burtscheid. Am 21. Dezember 1412 kam es zu einem Vertrag mit Adam von Uppey, Herrn zu Herstal und Rutten, in dem dieser anerkannte, dass der abteiliche Hof in Rutten ein Allod sei und er außer geringen Pachteinkünften keine weiteren Rechte habe. |
| Katharina von Efferen († 16. Februar 1445)                                             | 1414 – ca. 1445                         | erstmals am 8. September 1414 erwähnt, als König Sigismund die Äbtissin und den ganzen Konvent in seinen königlichen Schutz nahm. Weitere Erwähnungen fand die Äbtissin 1422, 1423, 1424 und am 4. Juli 1425 (hier siegte sie bei Auseinandersetzungen mit dem Burtscheider Schöffen wegen der Nutzung der heißen Quellen für die Tuchmacher) sowie am 13. Juli 1427. Am 4. März 1438 bestätigte der Aachener Dekan Edmundus von Marlberch eine Urkunde von Herzog Philipp von Brabant und Limburg vom 8. Mai 1433, in der die Abtei vom limburgischen Zoll in Dobach und Gulpen befreit wird. Letztmals wird ihr Name am 1. September 1444 beim Empfang einer Leibrente für die Mitschwester Grieten Beyssels genannt. |
| Barbara von Merode zu Franckenberg († 22. Juni 1465)                                   | ca. 1446 – ca. 1464                     | auch van Rode zu Frankenberg, van Merode zu Frankenberg, van Meraede genannt, Tochter des 8. Vogtes Andreas von Meroide und der Mechtild von Franckenberg sowie Bruder von Johann von Frankenberg, 9. Erbvogt und herzoglich-jülicher Rat, Vater der folgenden Äbtissin. Erstmals findet sich 1446 die Unterschrift der Äbtissin bei der Anlage eines Zinsbuchs, weitere Unterzeichnungen folgten, beispielsweise 1455 bei der Verpachtung des Steinbruchs Katzenkuhle bei Buschhausen für das Aachener Münsterstift, aus dem die Blausteine für den Bau der Karlskapelle am Aachener Dom gewonnen wurden, und letztmals am 23. August 1464 unter einem Tauschvertrag mit den Aachener Regulierherren. |
| Johanna von Franckenberg                                                               | ca. 1465 – ca. 1487 bzw. 1490           | Tochter des 9. Vogtes Johann von Frankenberg und Nichte ihrer Vorgängerin. Urkundliche Erwähnungen in den Jahren 1470, 1471, 1475, 1477, 1482, 1484 und letztmals am 8. August 1487 in einer Pachturkunde der Schöffen zu Siersdorf genannt, danach keine Belege mehr für ihre Amtszeit. Wegen kriegerischer Auseinandersetzungen in Rutten sandte ihr am 10. Oktober 1480 der Bischof Egidius von Sarepta die Gebeine und das Haupt des hl. Evermarus zur Aufbewahrung zu. Nachdem die Gefahr für Rutten beendet war, holte man das Reliquiar mit den Gebeinen zurück, wobei allerdings die in einem weiteren Reliquiar eingeschlossene Schädeldecke in Burtscheid verblieb. |
| Hellenberg von Harff                                                                   | ca. 1490 – ca. 1508                     | Hellenberg war schon 1473 als Nonne und 1481 als Küsterin erwähnt worden. Als Äbtissin wurde sie erstmals am 6. März 1490 genannt, als sie der Stadt Maastricht 650 Gulden gegen einen jährlichen Zinssatz von 5 Prozent zur Verfügung stellte. In einer Urkunde vom 4. Juli 1500 wurde sie letztmals genannt. Ihr Todestag wird angegeben mit dem 25. April 1501, ist aber nicht abgesichert. |
| Kunigunde von Virnich († 2. Oktober 1514)                                              | ca. 1508–1514                           | Als erste nachweisbare Amtshandlung quittierte Kunigunde am 7. Oktober 1505 den Empfang einer Zahlung von 100 Gulden seitens des Aachener Marienstiftes. Nächste urkundliche Nennung als Äbtissin findet sich in einem Ablassbrief ebenfalls aus dem Jahre 1508. Am 5. Februar 1510 erschien sie vor einer Kommission, die von der Statthalterin in den Niederlanden, Erzherzogin Margarete von Österreich, nach Burtscheid gesandt wurde, um die Rechte von Abtei und Gemeinde am Burtscheider Gemeindebusch zu klären. Am 22. November 1510 unterschrieb sie einen Vergleich mit der Reichsstadt Aachen über abteiliche Gebiete. In einem Wahlprotokoll vom 12. Oktober 1514 wird durch Abt Peter von Heisterbach vermerkt, dass wegen des Todes der Äbtissin eine Neuwahl vorzunehmen sei. |
| Maria van Gulpen-Bernau                                                                | 1514 – ca. 1522 bzw. 1538               | auch als Maria von Gülpen oder Maria de Bern genannt, wobei mit Bern(au) der Ort Berneau in der Gemeinde Dalhem gemeint ist, wo die Wurzeln der Familie von Gülpen liegen. Sie gehörte dem Konvent seit 1508 an, wurde 1510 Küsterin und am 12. Oktober 1514 Äbtissin. Am 22. Juli 1517 vermerkte im Rahmen einer Visitation der Abt von Heisterbach, Peter, dass die Äbtissin den Schuldenstand der Abtei Burtscheid halbiert habe. Um diese Finanzen weiter zu sanieren, verpachtete sie einige abteiliche Güter, Häuser und einen Steinbruch. 1519 unterzeichnete sie einen Vergleich mit dem Erbvogt von Burtscheid, Adam von Merode zu Franckenburg, der der Abtei in bestimmten Jahren 700 Goldgulden aus dem Verkauf von Holz aus dem Gemeindewald gestattete. Letzte Erwähnung der Äbtissin lt. Schnock fand 1522 statt, wogegen in anderen Aufzeichnungen zu finden ist, dass sie und der Konvent 1537 dem Stiftsfräulein Maria von Birgel, der späteren Äbtissin, eine jährliche persönliche Rente, die nach deren Tod zur Feier eines Seelengedächtnisses an die Abtei zurückfallen sollte, genehmigte. |
| Petronella I. von Voß                                                                  | vor 1538 – ca. 1562                     | 1510 war sie Subpriorin und 1535 Priorin und wurde am 6. Februar 1538 im Beisein des Abtes vom Kloster Val-Dieu zur Äbtissin gewählt. Urkundliche Erwähnung 1539 und 1541. Auch sie war um die weitere Sanierung der Finanzen bemüht. Anfang 1560 entließ sie den vom Burtscheider Schöffengericht zugelassenen Anwalt der Abtei, Gillis Stickelmann, aus Altersgründen und ernannte seinen gleichnamigen Sohn und einen Herman Evyrtz zu Mombern zu seinen Nachfolgern. Verstorben an einem 16. Mai, vermutlich im Jahr 1562. |
| Maria von Birgel                                                                       | ca. 1562–1575/76                        | Ihre Wahl fand im Beisein des Abtes von Val-Dieu am 18. Mai 1562 statt. Erste urkundliche Erwähnung 1564 beim Verkauf eines Grundstückes. Am 23. Juni 1567 beschwerte sie sich beim spanischen Statthalter in Limburg, dass in Epen ein reformierter Pfarrer angestellt wurde. Am 26. Januar 1569 unterzeichnet sie einen notariellen Akt, dass Meier und Vogt keine Kriminellen aus Burtscheid verhaften dürfen, ohne vorher das Schöffengericht zu fragen. Letzte Erwähnung 1575, als sie einen Bauplatz in der Nähe des Schlangenbades verpachtete, ihre spätere Nachfolgerin unterzeichnete dabei als Priorin. |
| Margareta von Voß († 28. März 1579)                                                    | 1575/76–1579                            | lt. Schnock 1575 ins Amt gewählt aber gemäß den anderen Quellen wurde sie 1576 noch Priorin genannt und erst in einem Protokoll vom 6. April 1579 als Äbtissin erwähnt, obwohl in den Darmstädter Handschriften ihr Todestag als der 28. März 1579 verzeichnet ist. |
| Petronella II. von Voß († 23. April 1614)                                              | 1579–1614                               | Tochter des Amtmannes von Frank von Voss zu Aperschlag und der Margaretha von Schwartzenberg, Erbin von Burg Schwartzenburg. Sie war 1553 Konventualin und wurde 1579 zur Äbtissin gewählt und am 2. Mai 1580 im Rahmen der Teilung der Kockartzmühle urkundlich bezeugt. Am 8. März 1583 erteilte sie der Kupfermeisterzunft in Aachen die Erlaubnis, in Burtscheid nach Erz zu graben. Nachdem der Pachtvertrag mit den Aachener Kupfermeistern aufgelöst worden war, verlieh Petronella die Burtscheider Bergrechte am 21. Januar 1602 auf 50 Jahre an den Abteisekretär Johannes Teuffen und den Aachener Kaufmann Simon. Äbtissin Petronella setzte sich durch den Erhalt diverser Stiftungen für die weitere Gesundung der Finanzen ein. Letzte Erwähnung am 28. Juli 1608 in einem Protokoll des Abteisekretärs. Als Vermächtnis stiftete sie der Abteikirche einen neuen Altar mit beidseitig angebrachter Inschrift, Elternwappen, Äbtissinnenstab und der Jahreszahl 1614. |
| Maria Raitz von Frentz                                                                 | 1614–1616                               | Sie ist lediglich über die gallia christiana bezeugt. |
| Anna Raitz von Frentz (* ca. 1568/69; † vor dem 25. August 1639 (Bestattungstag))      | 1616–1639                               | Ihr Wahlspruch lautete: soli Deo gloria (allein Gott sei Ehre). Mit ihr begann, nachdem sich die Finanzlage der Abtei erholt hat, die rege Bautätigkeit an den Klostergebäuden. So ordnete sie unter anderem den Wiederaufbau der Nikolauskapelle an, der zwischen 1628 und 1630 erfolgte und welcher das heutige Pfarrhaus ist, sowie den Bau des Garten- und Weinhauses. Ihr Familienwappen mit Inschrift ihres Wahlspruches befindet sich unterhalb der Fensterzeile des von ihr erbauten Garten- und Weinhauses. Ein Epitaph mit Inschrift und acht Ahnenwappen befindet sich im Chor der Abteikirche. |
| Henriette (Henrica) Raitz von Frentz                                                   | 1639–1674                               | Ihr Wahlspruch lautete: deus refugium meum (Gott ist meine Zuflucht). Sie war die Tochter des Arnold Raitz von Frentz und der Elisabeth von Wambach sowie eine Großnichte ihrer Vorgängerin. Henriettes ältere Schwester Anna († 8. März 1651) bekleidete das Amt der Subpriorin und ihre jüngere Schwester Johanna folgte ihr im Amt der Äbtissin. Henriette/Henrica wurde erst 1640 offiziell zur Äbtissin gewählt und ein Jahr später durch den Kölner Nuntius in ihr Amt eingeführt, nachdem zuvor die Wahl der Priorin Susanne von Merode wegen ihres zu geringen Alters angefochten worden war. Ein Wappenstein mit dem Namen der Henrica Raitz von Frentz und der Jahreszahl 1643 befindet sich auch am Munnikenhof (Mönchshof) in Vijlen. Sie veranlasste 1644 den Bau des Abteitores, über dessen Tordurchfahrt ein Wappenstein mit ihrem Namen und der Jahreszahl eingelassen ist. 1649 übernahm sie für 20.000 Pattakons die Vogteirechte von den Herren von Frankenberg und bezeichnete sich fortan als Erbvogtin. 1660 ließ sie den Kreuzgang des Klosters, in dem heute die Sakristei, die Schatzkammer und die Krankenhauskapelle des Marienhospitals untergebracht sind und 1667 den östlichen Flügel der Abtei neu ausbauen. 1674 vermerkt die gallia christiana sie als verstorben. |
| Johanna Raitz von Frentz                                                               | 1675–1676                               | jüngere Schwester der vorigen Äbtissin. Nur zwei Jahre später wird sie als verstorben registriert. Keinerlei urkundliche Erwähnungen bekannt. |
| Maria van Reede                                                                        | 1676–1680                               | aus dem niederländischen Adelsgeschlecht van Reede; urkundlich nur 1677 erwähnt im Rahmen eines Vergleichs zwischen der Abtei und den Burtscheider Bürgern, wo es um die Steuerfreiheit jüngst erworbener Güter durch die Abtei ging. |
| Maria Agnes von Berghe gen. Trips († 1703)                                             | 1680–1703                               | die Äbtissin wurde am 22. August 1680 gewählt. Ein Jahr später bekundet sie zusammen mit den Schöffen von Burtscheid, dass es weder dem Meier noch dem Gericht zustehe, die Freiheit der Abtei einzuschränken. In der Verbindungsmauer zwischen dem jetzigen Hospital und dem ehemaligen Backeshof befindet sich ein Wappenstein mit der Jahreszahl 1684 und mit ihrem Namen. Dieser Hof ist der Äbtissin zuzuschreiben, welcher vermutlich als Vogthaus diente. Am 27. Juli 1691 ernannte sie Gertrud von Renesse zur Küsterin. Über ihre Amtszeit wurde ein Rechenschaftsregister angelegt, welches in der Zeitschrift des Aachener Geschichtsvereins Band 40, S. 320ff, veröffentlicht wurde. |
| Angelberta d'Yve de Soye                                                               | 1703–1713                               | Von ihr gibt es nur einen Wappenstein, der aus der Ellermühle stammte. Die während ihrer Amtszeit im Jahr 1708 durchgeführte kanonische Visitation stellte schwere Mängel fest: Zucht und Ordnung waren mangelhaft, Unbotmäßigkeiten an der Tagesordnung, der Zustand der Kirche verwahrlost, materielle Güter waren schlecht verwaltet, Verschwendung war an der Tagesordnung und der Zustand in den der Abtei unterstellten Bäder unwürdig. Der päpstliche Nuntius aus Köln erließ eine Reihe von Bestimmungen, um die Ordnung wiederherzustellen. |
| Anna Carolina Margarethe van Renesse van Elderen (* 22. August 1659; † 28. April 1750) | 1713–1750                               | ihr Wahlspruch lautete: Dominus providebit (Gott wird sorgen) und befindet sich auf dem Westportal des Turmes von St. Johann. Sie stammt aus dem Zweig des niederländischen Adelsgeschlechts van Renesse, der die Herren von Elderen stellte. Sie wurde am 15. Februar gewählt und am 2. Mai 1713 in ihr Amt eingeführt. 1736 erteilte sie den Auftrag zum Neubau der (dritten und heutigen) Abteikirche nach Plänen von Johann Joseph Couven, die aber erst unter ihrer Nachfolgerin im Jahr 1754 vollendet wurde. Weitere Erwähnungen fand die Äbtissin 1714 als Unterzeichnerin eines Erlasses zur Schonung der Holzbestände und 1737, als sie verfügte, dass Burtscheider Bürger ohne ihre Genehmigung keinen Wein ausschenken dürfen, sowie 1743, als sie einem Kölner Bürger untersagte, eine Lotterie in Burtscheid einzurichten. |
| Maria Antoinette von Woestenraeth (* 8. Dezember 1698; † 17. Mai 1759)                 | 1750–1759                               | geboren als Tochter von Johann Christian Baron von Wuestenraedt, Herr zu Schlesin, Grand Richien und Surthier, und seiner Ehefrau Irmgard von Wyhe. Ihr Wahlspruch lautete: suaviter et candida (lieblich und aufrichtig). Der Wappenstein der Äbtissin befand sich zunächst über dem Wasserrad an der Mühlradstraße, dann an der Frontseite der Krebsmühle und schließlich ab 1754, dem Jahr der Fertigstellung des Kirchenneubaus, im Giebelfeld über dem großen Fenster an der Nordseite des Tambour. Ein Keilstein über der heute zugemauerten Gartenpforte zwischen Gartenhaus und Pfarrhaus, stammt von J. J. Couven mit folgender Inschrift: MAR(IA) ANT (ONIA) DE WOESTENRAEDT EX SCHLASSING ABBATISSA 1758. Alte Burtscheider bezeichnen diese zugemauerte Pforte noch heute als „Jofferepoetz“ (Jungfrauen-(Nonnen) Pforte). |
| Johanna Theodora Theresia Freifrau von und zu Hamm († 10. Dezember 1775)               | 13. Mai 1759–1775                       | als eine der ersten Amtshandlungen verschärfte sie den Erlass zur Waldordnung von 1714, da durch den Neubau der Abtei- und der St. Michaelskirche der Holzbestand arg in Mitleidenschaft gezogen worden war. Am 4. Oktober 1760 verbot sie den Ausschank auswärtiger Biere und ein Jahr später erließ sie eine neue Brauordnung für die drei in Burtscheid produzierenden Brauhäuser. Im ehemaligen Brauhaus Panes in der Hauptstraße Nr. 4 von Burtscheid, welches sich seit 1649 im Besitz der Abtei befand, erinnert ein Wappen an die Äbtissin. Ein weiterer Wappenstein mit dem Wappen der Äbtissin ist über dem Torbogen des ehemaligen Wirtschaftsgebäude der früheren Krautmühle eingelassen, heute Obere Drimbornstraße Nr. 10. Inschrift: „Johanna Theod. There. L.B. de et in Hamm, Abbatissa Borcetana, 1761“ |
| Anna Francisca d’Awans de Lonchin de Flemalle († 1788)                                 | 13. Dezember 1775–1782                  | Ihr Wahlspruch lautete: deus fortitudo mea (Gott ist mein Glück). Anlässlich der Wahl der Äbtissin kam es am 17. Dezember 1775 zu einer Ehrenkundgebung der Burtscheider Bürger, die bei dem Aachener Magistrat auf Widerspruch stieß, da dieser sich als Landesherr in Burtscheid sah. Die vor 1713 durch den Kölner Nuntius festgestellten Mängel scheinen sich in der Zwischenzeit nicht erledigt, sondern im Gegenteil manifestiert zu haben. Im Rahmen einer neuerlichen Untersuchung wurde sie ab dem 11. August 1781 von ihren Aufgaben entbunden und diese in die Hände der Priorin gelegt. Damit eskalierte der Streit zwischen ihren Befürwortern und Gegnern mit dem Ergebnis, dass die ordnungsgemäß gewählte Äbtissin ein Jahr später endgültig ihre Amtsgeschäfte ihrer Koadjutorin Adriana von Quadt-Wickrath von Alsbach übergeben musste. |
| Adriana von Quadt                                                                      | 1782–1787                               | Die vormalige Koadjutorin leitete die Abtei, nachdem ihre Vorgängerin wegen verschiedener Missstände von ihren Aufgaben entbunden worden war. Ein Jahr vor ihrem Tod im Jahr 1788 wurde sie von ihrer Koadjutorin Maria Josephina von Eys gen. Beusdael von Zweibrüggen vertreten, die danach selbst zur Äbtissin gewählt wurde. |
| Maria Josephina von Eys gen. Beusdael von Zweibrüggen († 12. Dezember 1806)            | 1788–9. Juni 1802                       | ihr Wahlspruch lautete: in deo spes mea (In Gott ist meine Hoffnung). Sie war zunächst 1787/1788 Koadjutorin und wurde dann offiziell zur Äbtissin gewählt. Ihr Wappen mit der Jahreszahl 1790 findet sich heute im restaurierten Zustand am Haus Burtscheider Markt 17. Nach dem zweiten Einmarsch der Franzosen hatten die Äbtissin und ihre Stiftsdamen 1795 die Abtei zunächst nur vorübergehend verlassen, aber endgültig erst durch den Konsularbeschluss vom 9. Juni 1802. |